# Specie di Bromus
Il genere Bromus comprende le seguenti specie (per alcune specie è indicata la distribuzione europeo-mediterranea).
A
- Bromus aegyptiacus Tausch, 1873 - Distribuzione: Egitto
- Bromus alopecuros Poir., 1789 - Distribuzione: Mediterraneo orientale, Anatolia, Asia mediterranea e Africa mediterranea (escluso Egitto)
- Bromus andringitrensis A.Camus, 1956
- Bromus anomalus E.Fourn., 1886
- Bromus araucanus Phil., 1896
- Bromus arenarius Labill., 1805
- Bromus aristatus (K.Koch) Steud., 1854
- Bromus arizonicus (Shear) Stebbins, 1944
- Bromus armenus Boiss., 1884
- Bromus arrhenatheroides Baker, 1884
- Bromus arvensis L., 1753 - forasacco dei campi - Distribuzione: Europa, Anatolia e Transcaucasia
- Bromus attenuatus Swallen, 1950
- Bromus auleticus Trin. ex Nees, 1829
- Bromus ayacuchensis Saarela & P.M.Peterson, 2006

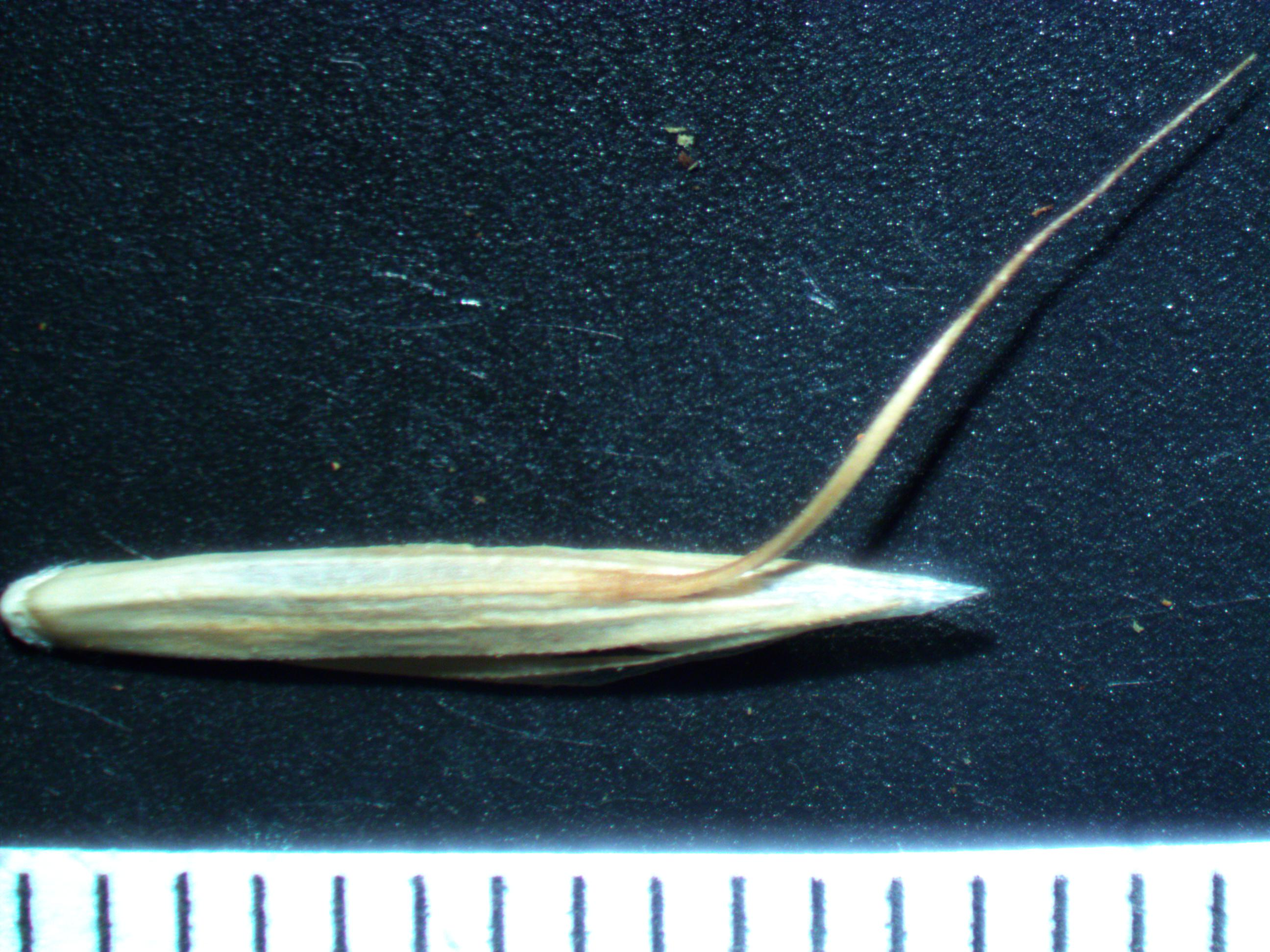
Bromus alopecuros
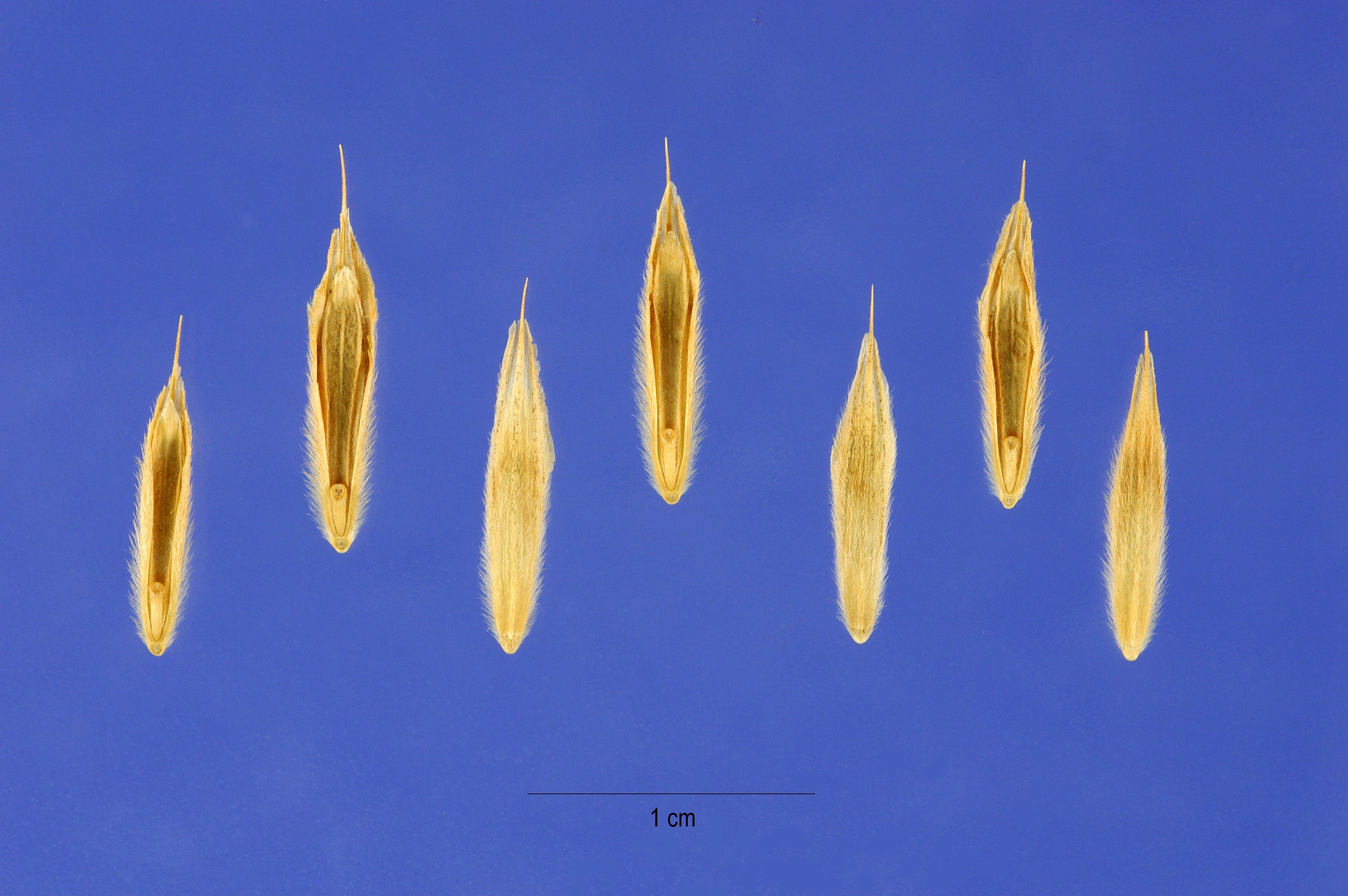
Bromus anomalus
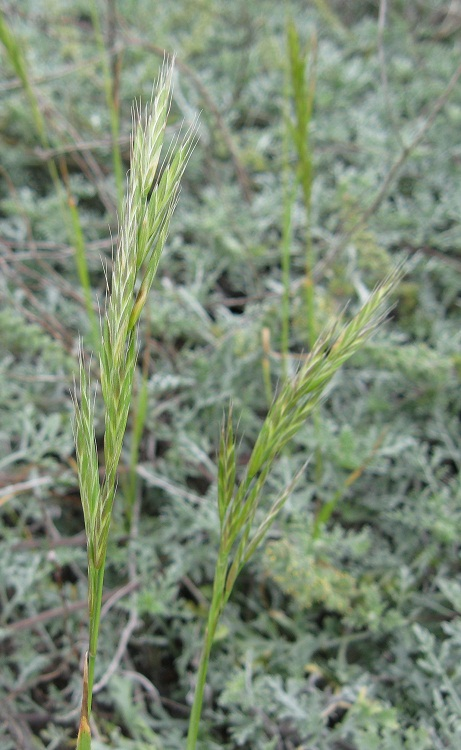
Bromus arizonicus
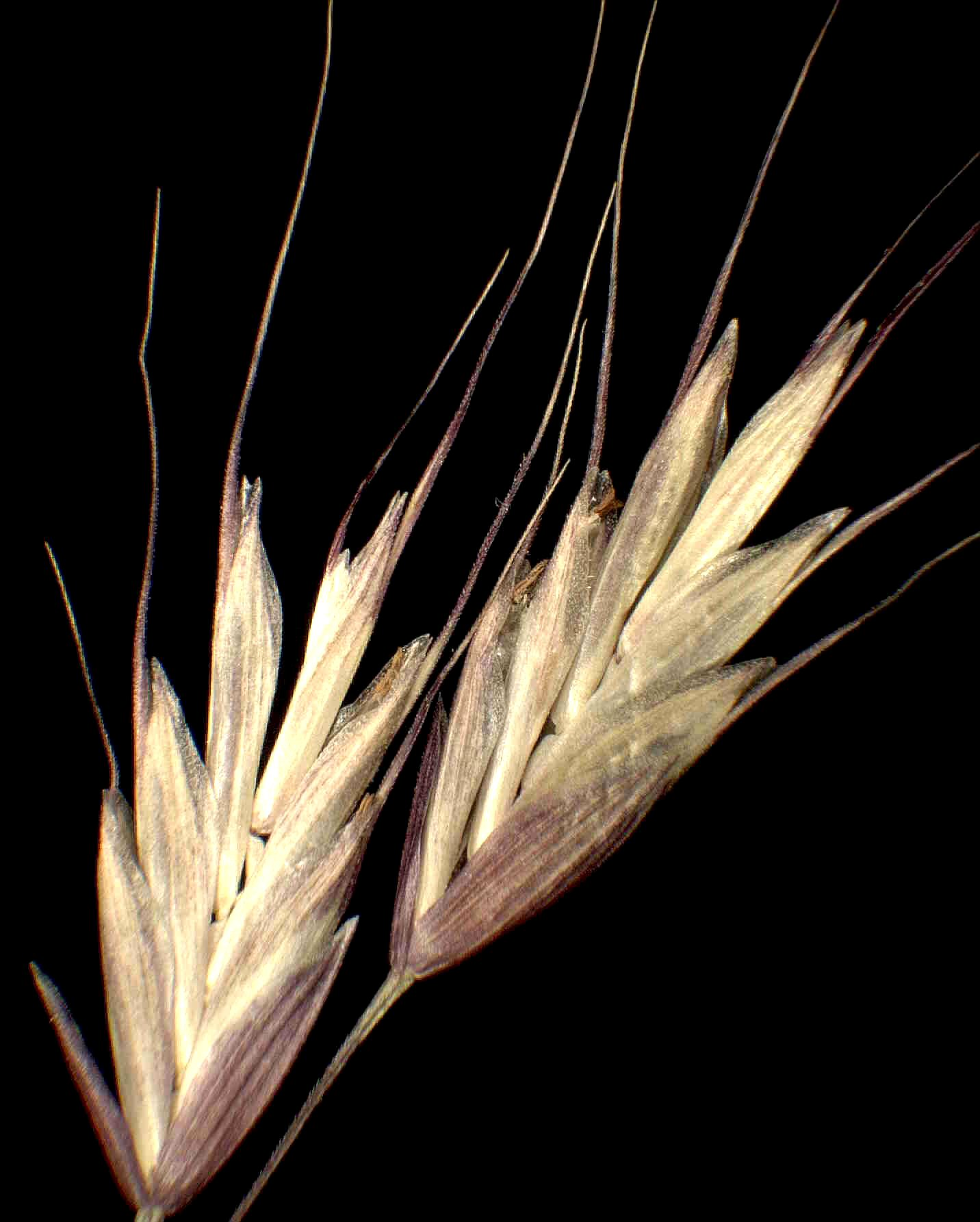
Bromus arvensis

B
- Bromus benekenii (Lange) Trimen, 1872 - forasacco di Beneken - Distribuzione: Europa, Anatolia, Transcaucasia e Magreb
- Bromus berteroanus Colla, 1836
- Bromus biebersteinii Roem. & Schult., 1817
- Bromus bikfayensis A.Camus & Gomb., 1937
- Bromus bonariensis Parodi & J.H.Camara, 1963
- Bromus borianus H.Scholz, 1981
- Bromus brachyantherus Döll, 1878
- Bromus brachystachys Hornung, 1833 - Distribuzione: Ungheria
- Bromus brevis Steud., 1854
- Bromus briziformis Fisch. & C.A.Mey., 1837 - Distribuzione: Anatolia e Transcaucasia
- Bromus bromoideus (Lej.) Crép., 1867 - Distribuzione: Francia

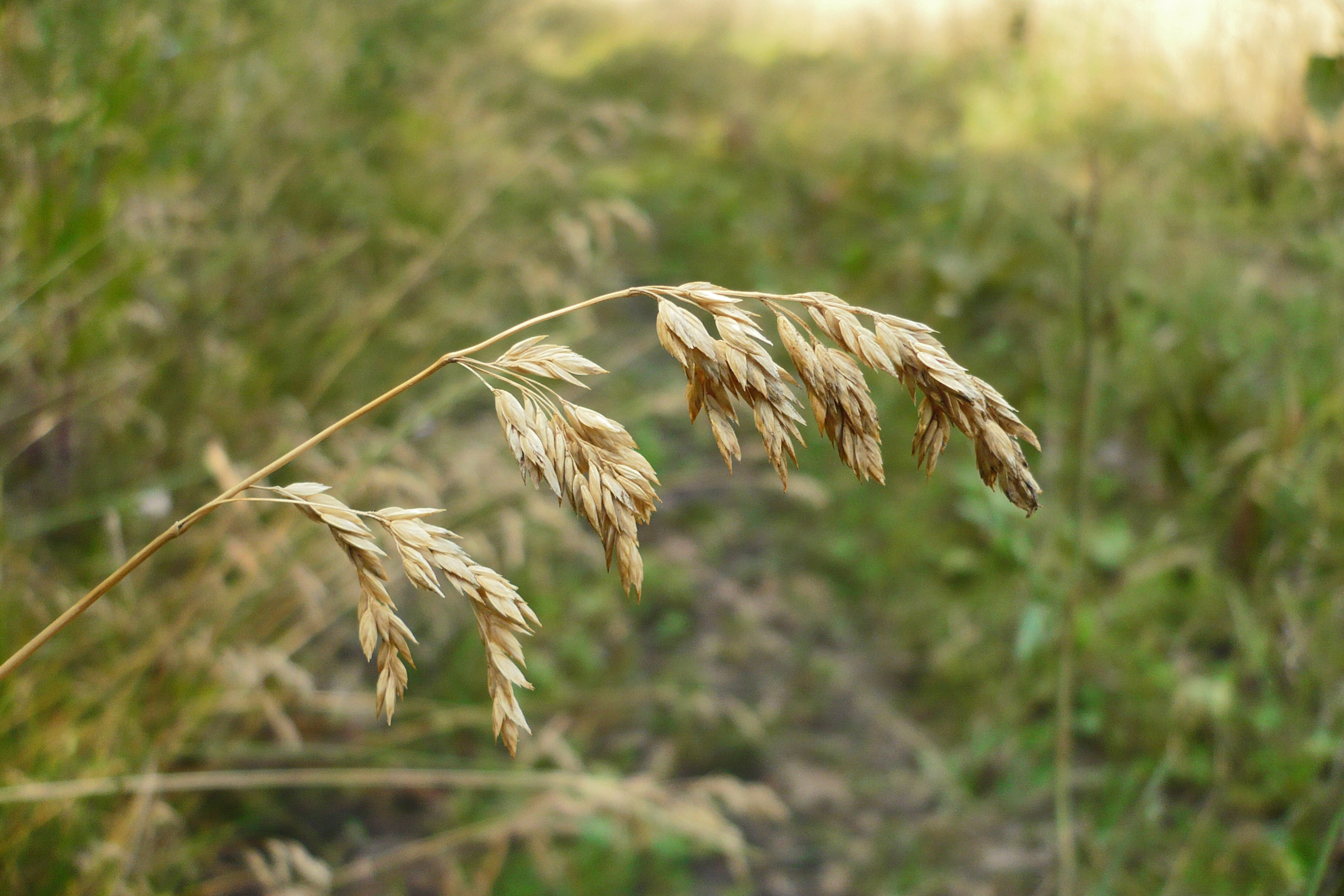
Bromus benekenii
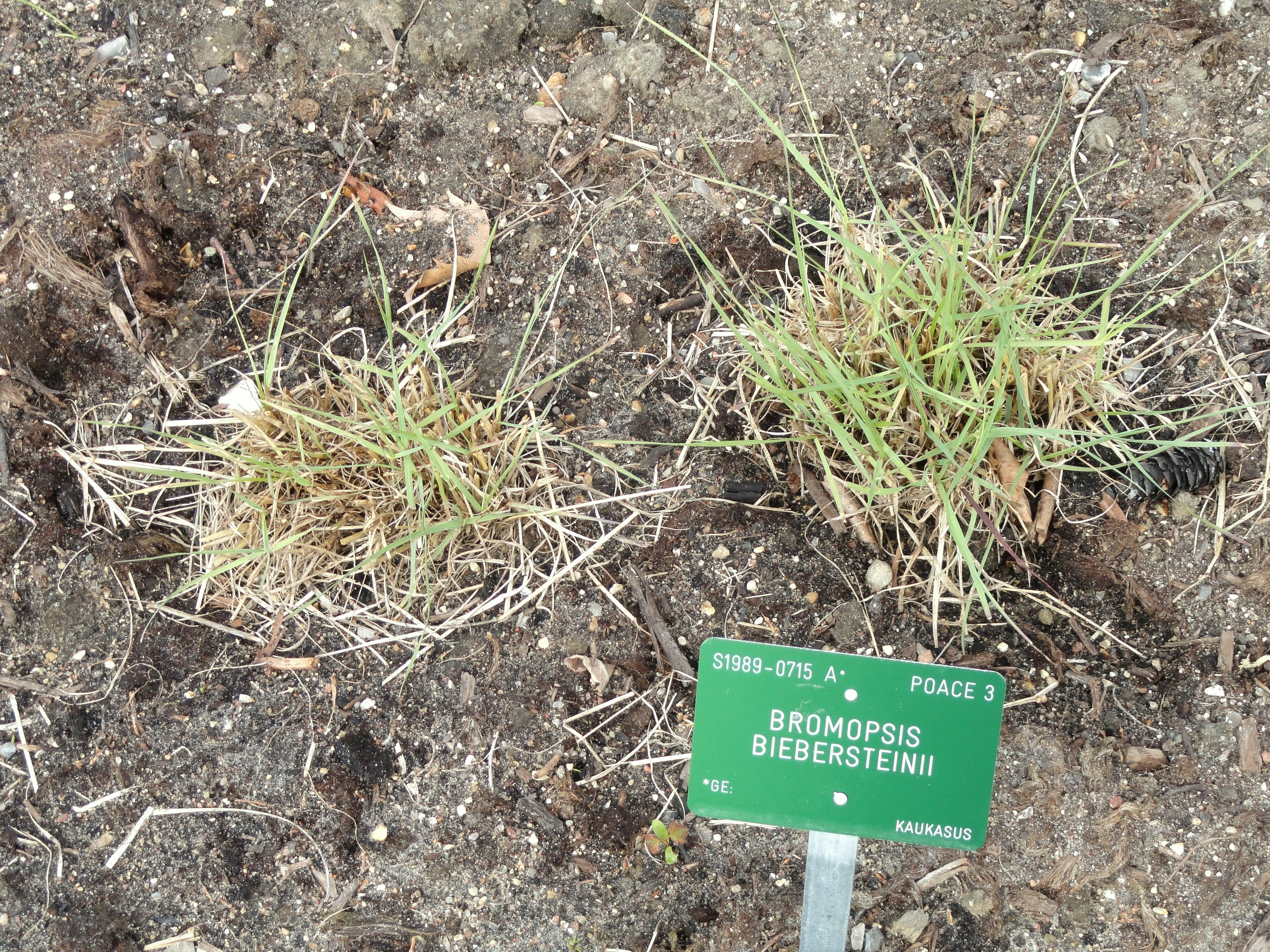
Bromus biebersteinii
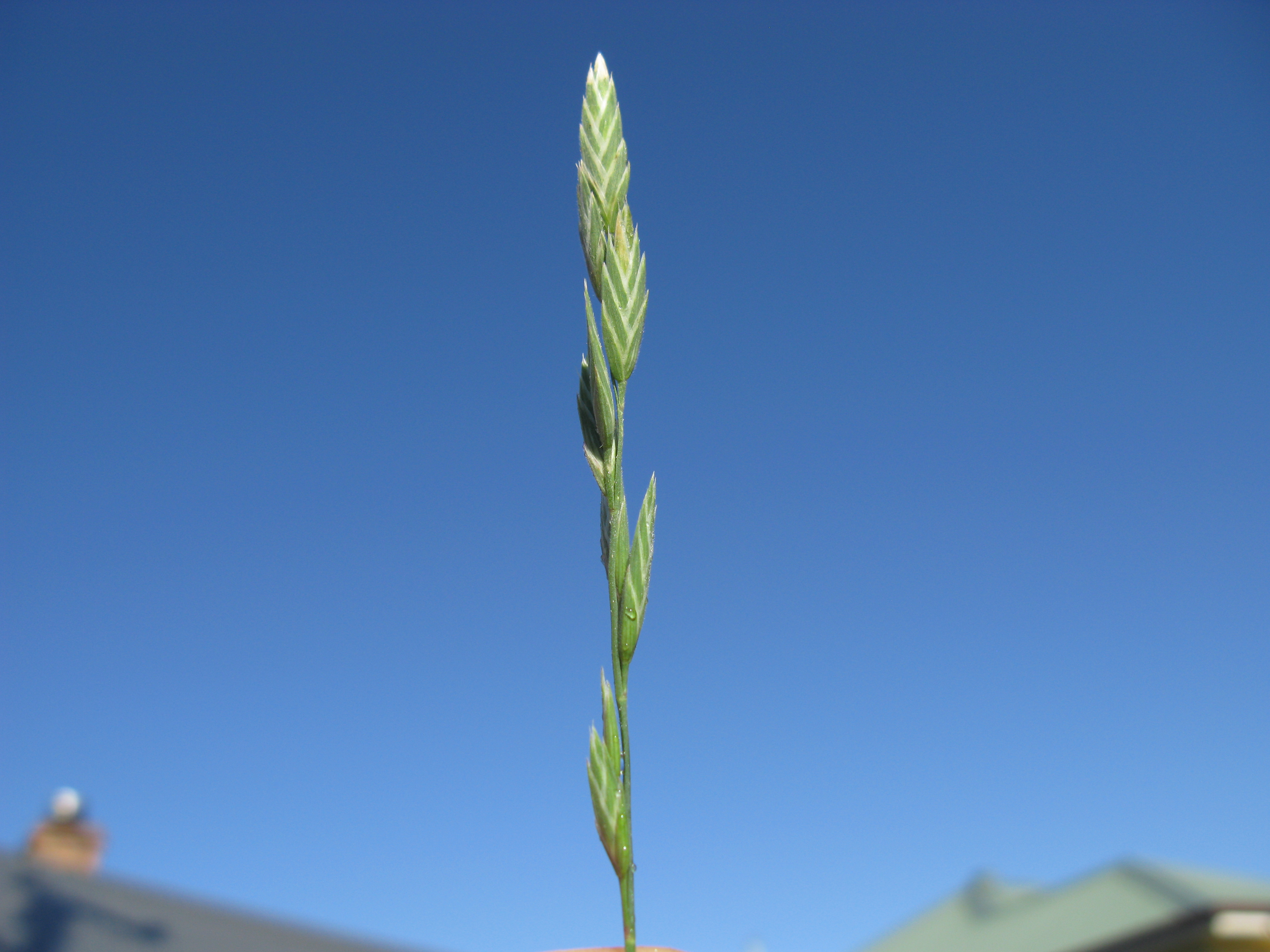
Bromus brevis
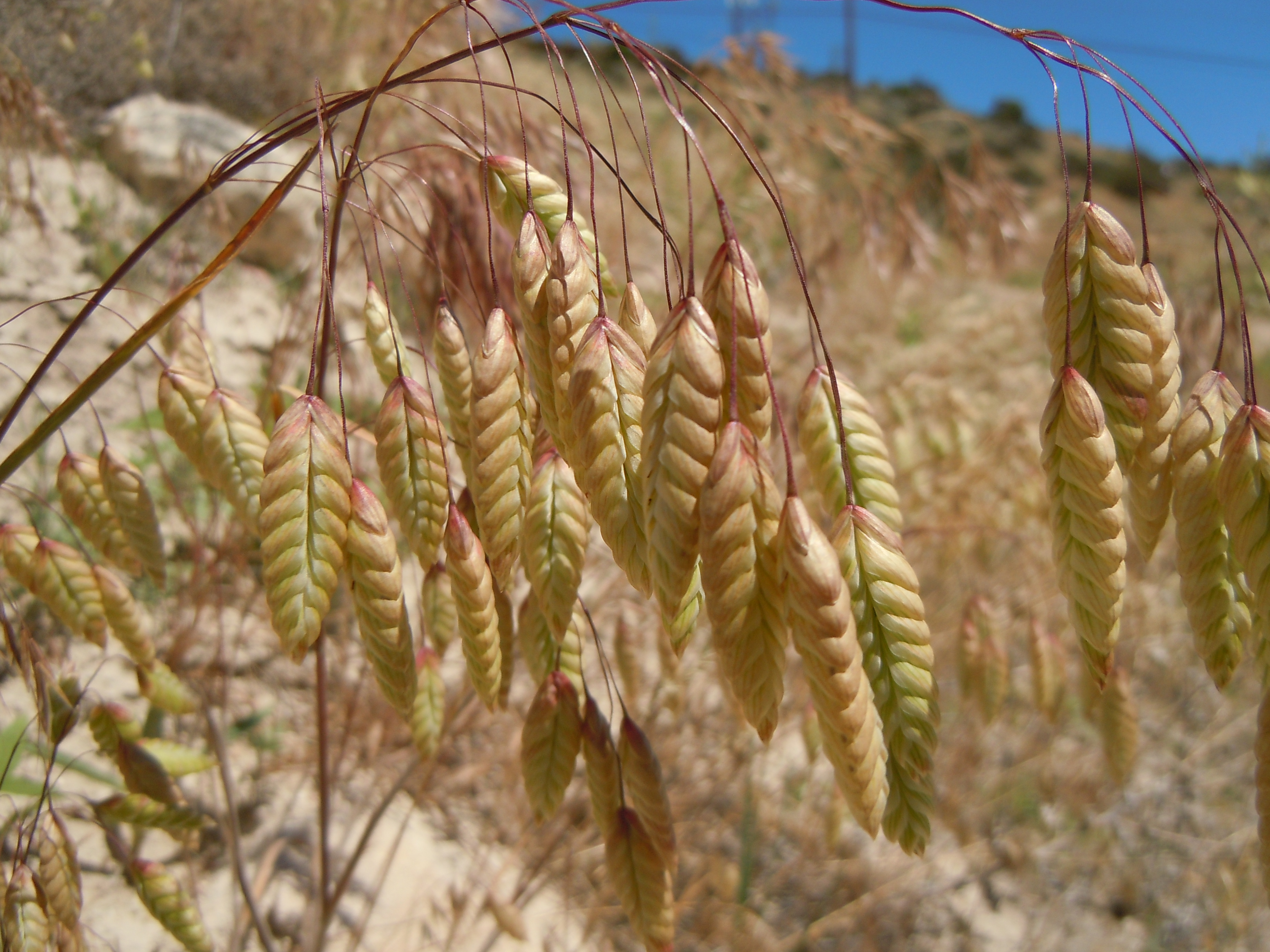
Bromus briziformis
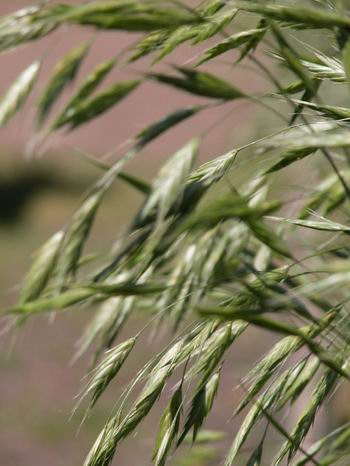
Bromus bromoideus

C
- Bromus cabrerensis C.Acedo & Llamas, 1997 - Distribuzione: Spagna
- Bromus carinatus Hook. & Arn., 1840
- Bromus catharticus Vahl, 1791
- Bromus cebadilla Steud., 1854
- Bromus ceramicus Ohwi, 1947
- Bromus chrysopogon Viv., 1824 - Distribuzione: Grecia, Anatolia, Asia mediterranea e Africa mediterranea
- Bromus ciliatus L., 1753
- Bromus coloratus Steud., 1854
- Bromus × commutatojaponicus Nyár., 1942
- Bromus commutatus Schrad., 1806 - forasacco allungato - Distribuzione: Europa, Anatolia, Transcaucasia e Magreb
- Bromus confinis Nees ex Steud., 1854

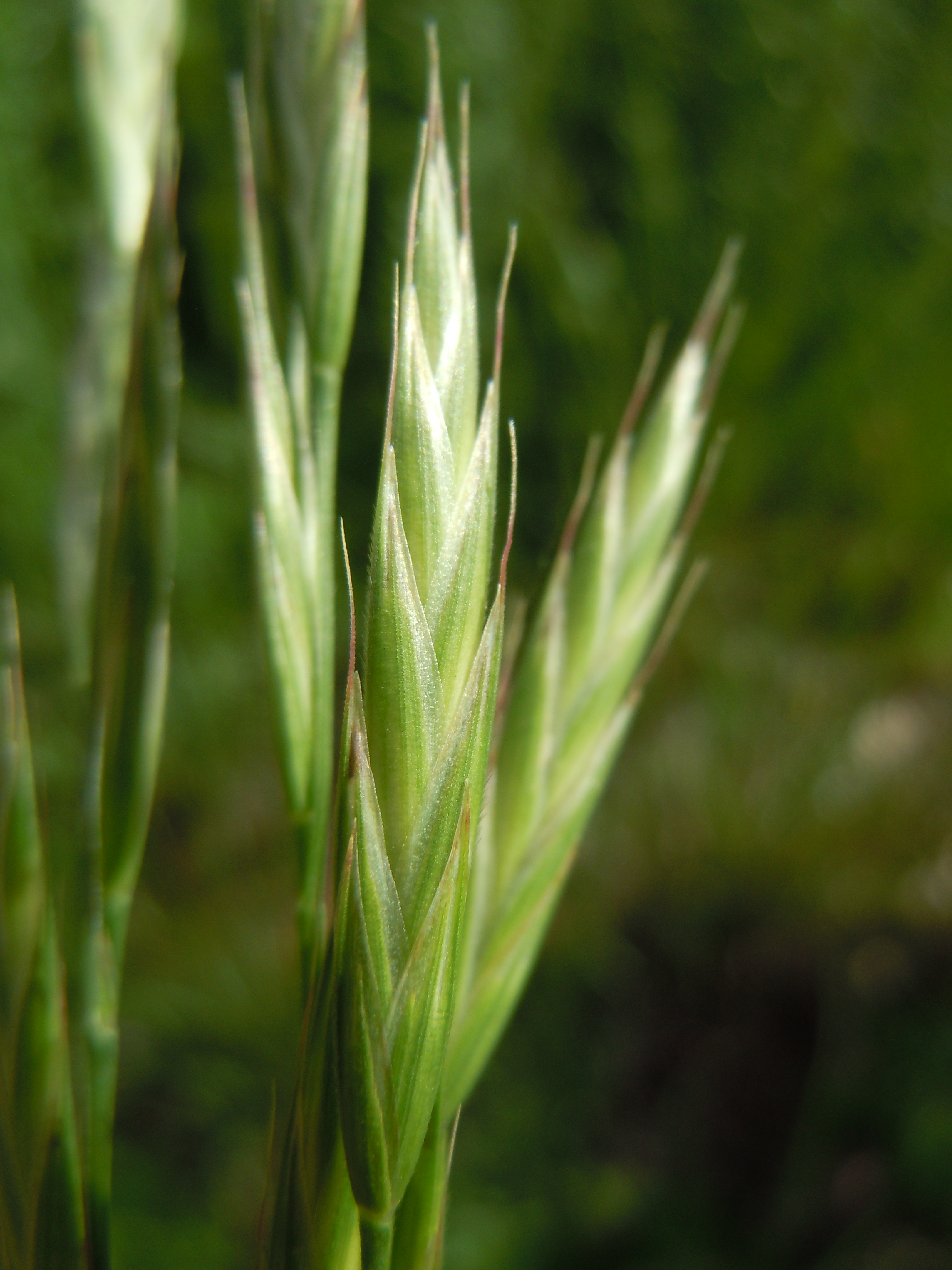
Bromus carinatus
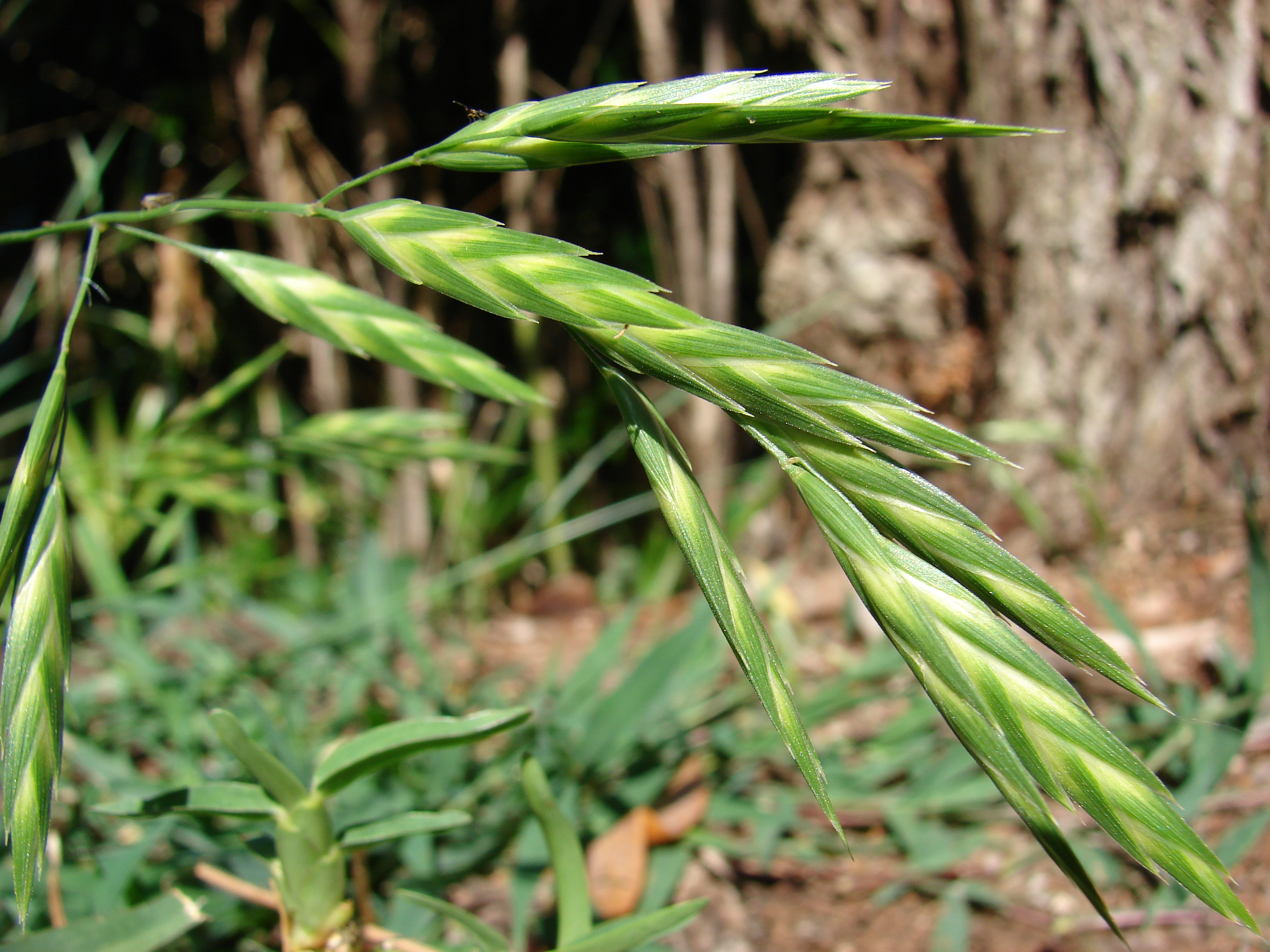
Bromus catharticus
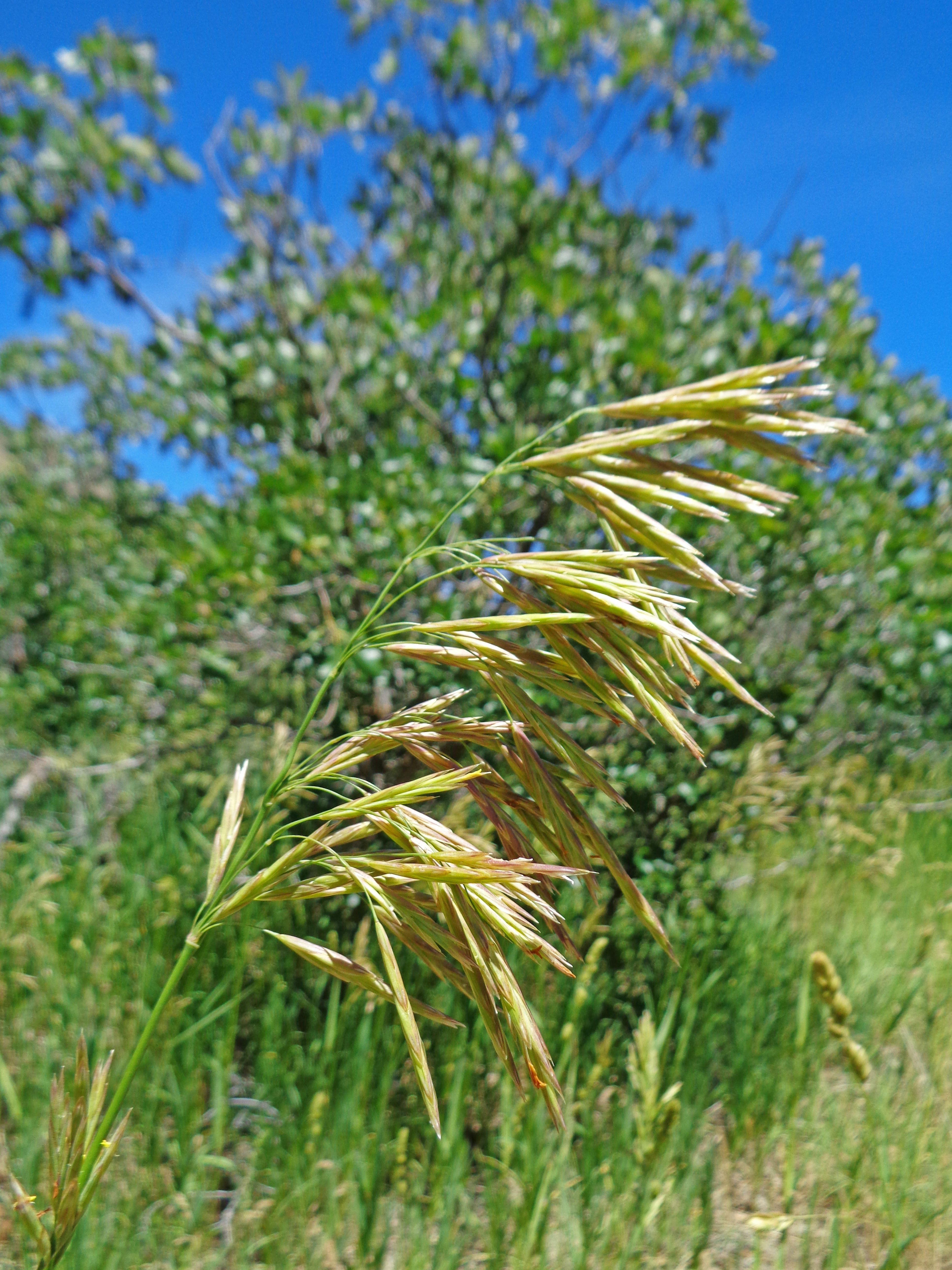
Bromus ciliatus
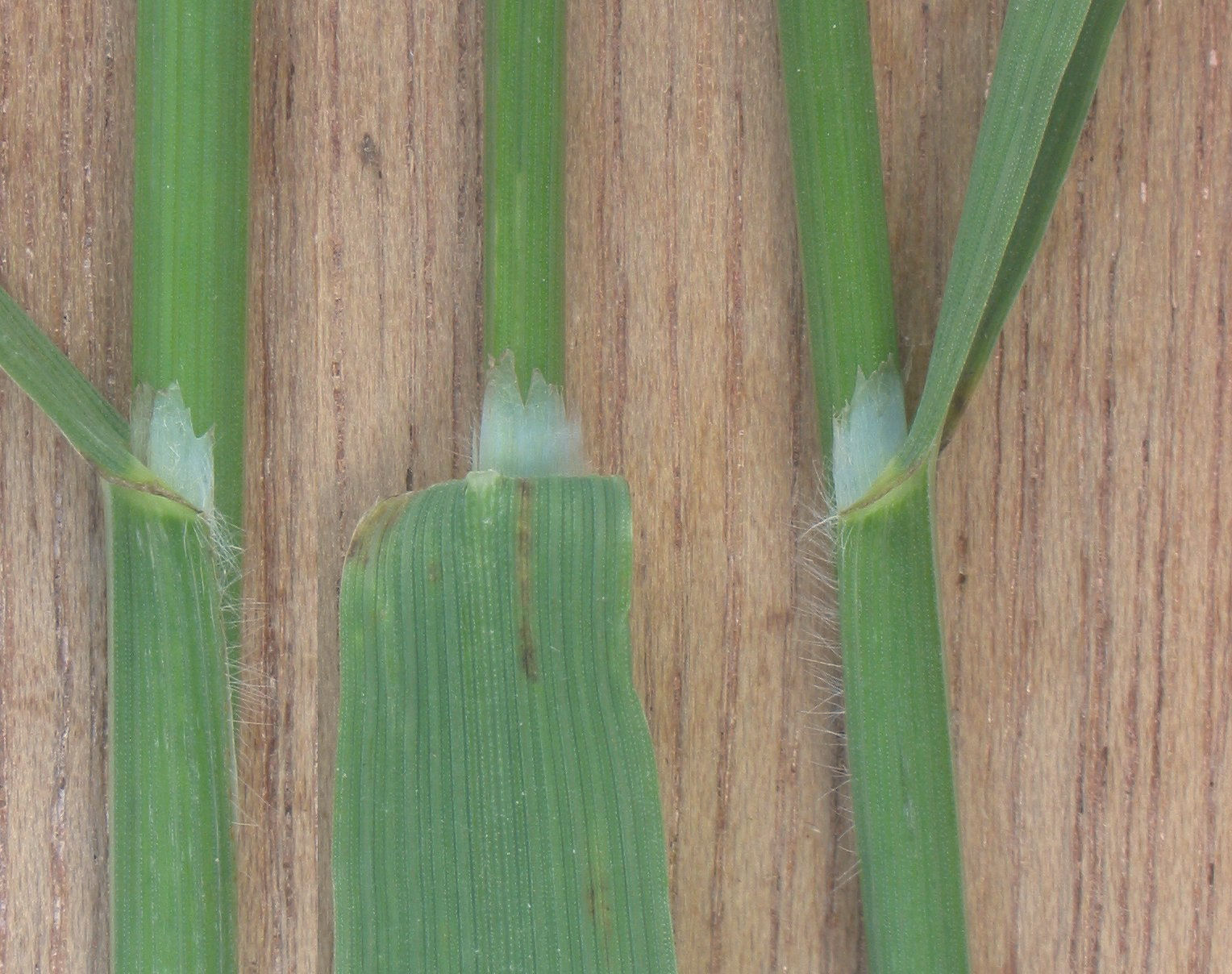
Bromus commutatus

D
- Bromus danthoniae Trin., 1831 - Distribuzione: Russia, Transcaucasia, Anatolia e Asia mediterranea
- Bromus dardori Sennen, 1936
- Bromus densus Swallen, 1950
- Bromus diandrus Roth, 1787
- Bromus dolichocarpus Wagnon, 1950

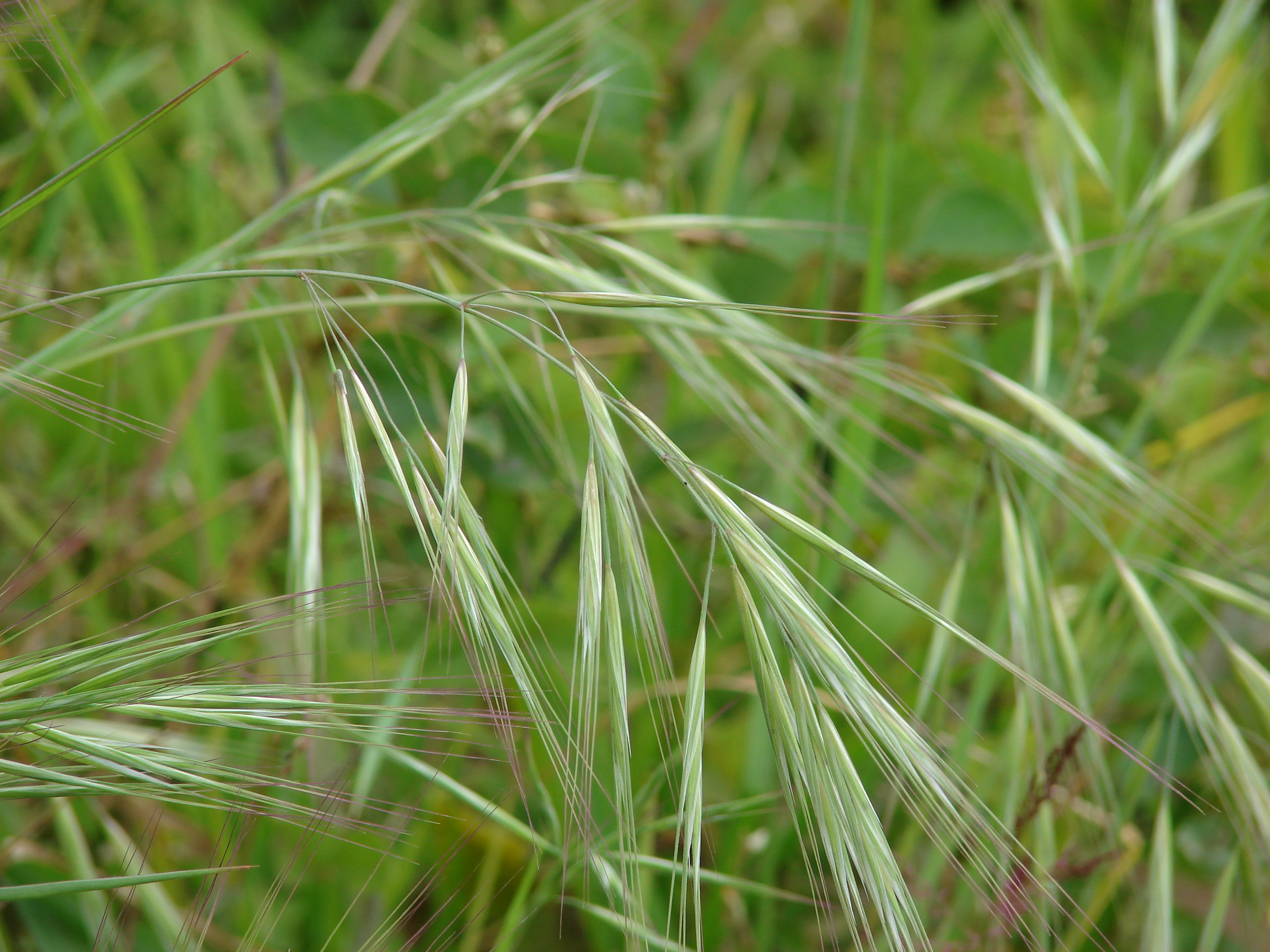
Bromus diandrus

E
- Bromus × eburonensis (Nyman) K.Richt., 1890
- Bromus elidis H.Scholz, 1997 - Distribuzione: Grecia
- Bromus epilis Keng f., 1982
- Bromus erectus Huds., 1762 - forasacco eretto - Distribuzione: Europa, Anatolia, Transcaucasia, Siria e Magreb
- Bromus exaltatus Bernh., 1841

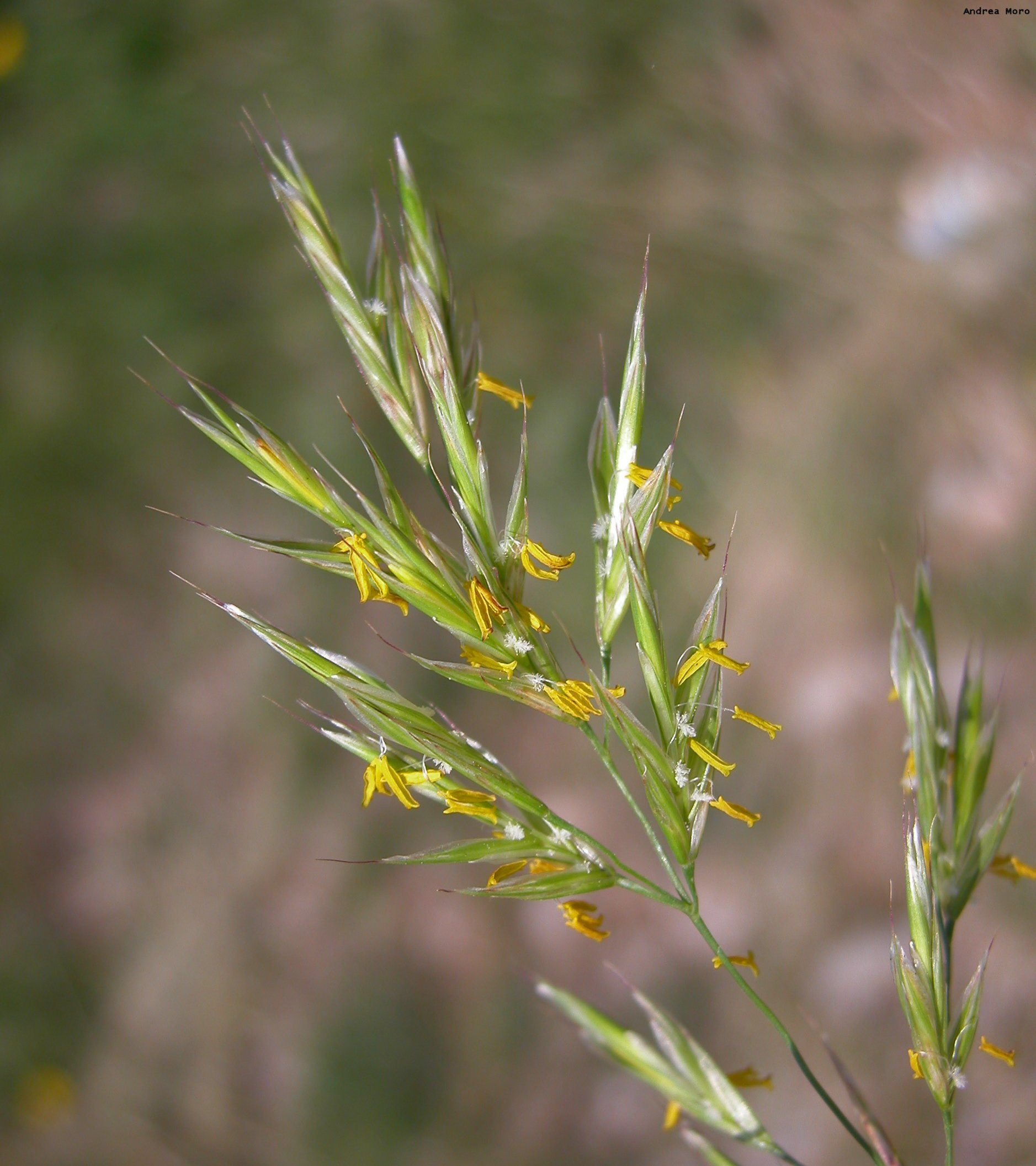
Bromus erectus

F
- Bromus fasciculatus C. Presl, 1820 - forasacco insulare - Distribuzione: Europa mediterranea, Anatolia, Siria e Africa mediterranea
- Bromus firmior (Nees) Stapf, 1900
- Bromus × fischeri Cugnac & A.Camus, 1931
- Bromus flexuosus Planchuelo, 1983
- Bromus formosanus Honda, 1928
- Bromus frigidus Boiss. & Hausskn., 1884
- Bromus frondosus (Shear) Wooton & Stand., 1912

G
- Bromus gracillimus Bunge, 1851
- Bromus × granatensis A.Camus, 1933
- Bromus grandis (Shear) Hitchc., 1912
- Bromus grossus Desf. ex DC., 1805 - Distribuzione: Europa centrale
- Bromus × guetrotii A.Camus, 1944
- Bromus gunckelii Matthei, 1986

H
- Bromus × hannoveranus K.Richt., 1890
- Bromus haussknechtii Boiss., 1884
- Bromus himalaicus Stapf, 1896
- Bromus hordeaceus L., 1753 - forasacco peloso - Distribuzione: Europa, Anatolia, Transcaucasia, Asia mediterranea e Magreb
- Bromus × husnotii A.Camus, 1929

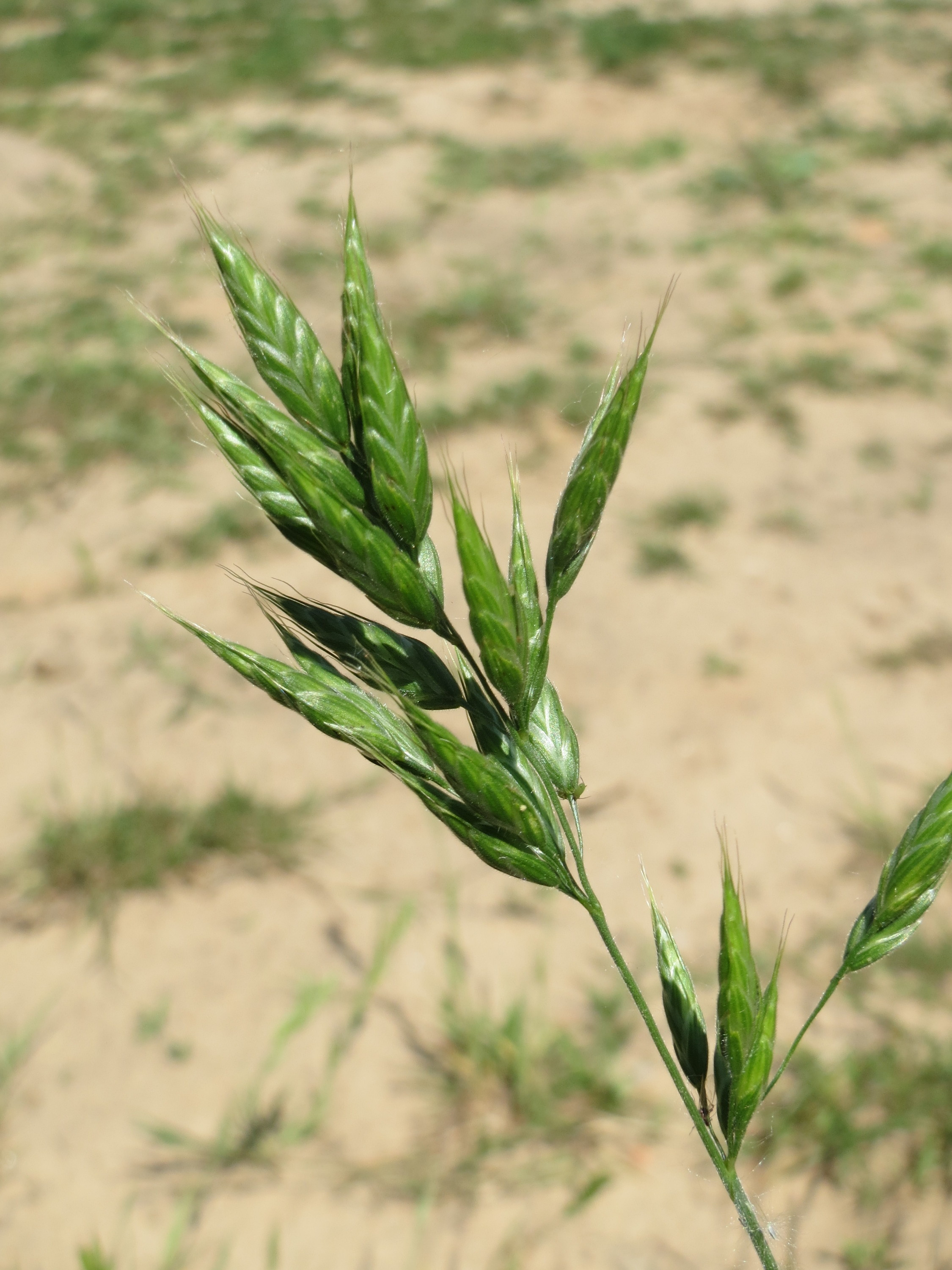
Bromus hordeaceus

I
- Bromus induratus Hausskn. & Bornm., 1905
- Bromus inermis Leyss., 1761 - forasacco spuntato - Distribuzione: Europa, Anatolia e Transcaucasia
- Bromus insignis Buse, 1854
- Bromus intermedius Guss., 1827 - Distribuzione: Europa mediterranea, Anatolia, Transcaucasia, Siria e Magreb
- Bromus interruptus (Hack.) Druce, 1895 - Distribuzione: Isole Britanniche

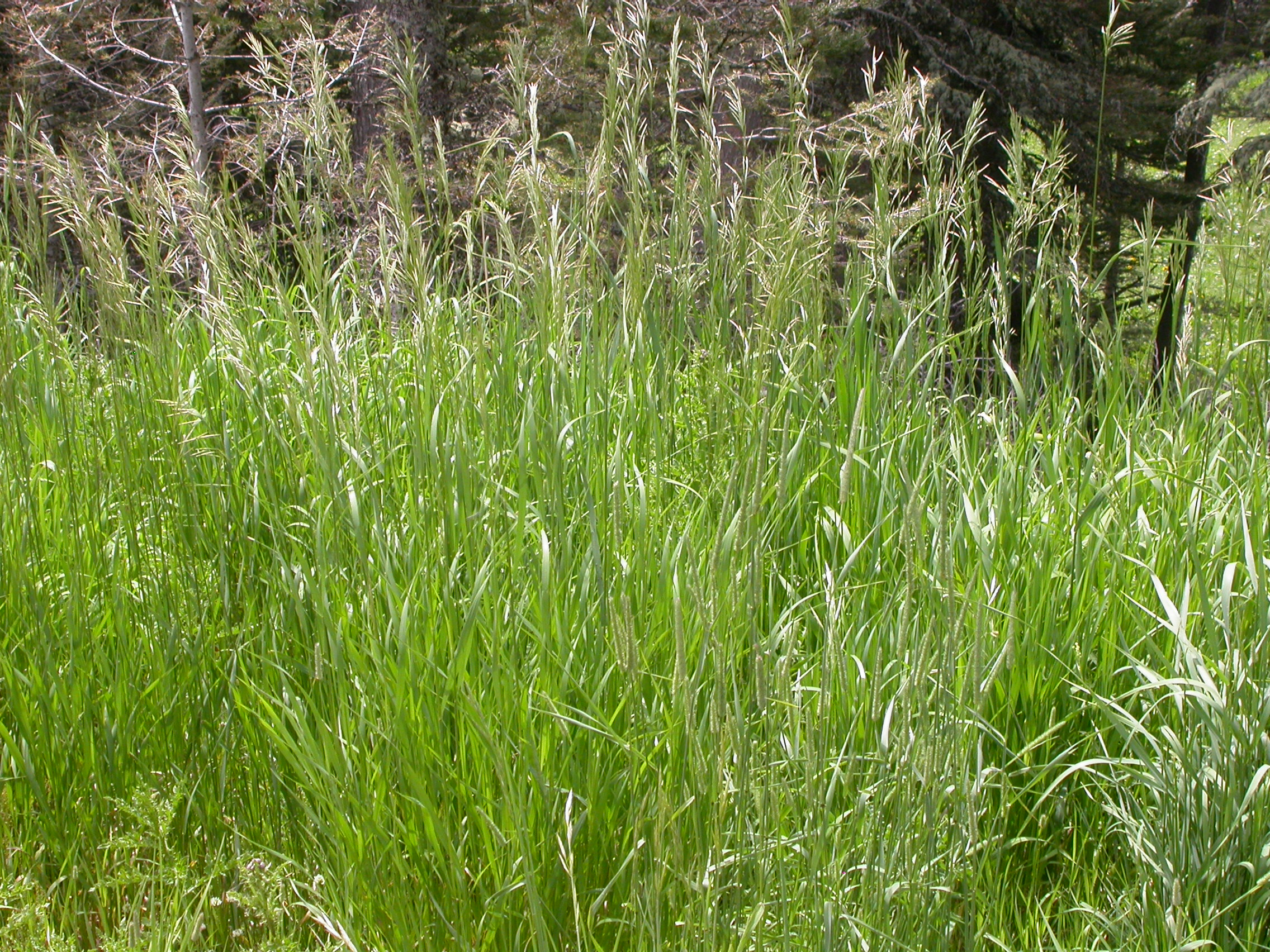
Bromus inermis
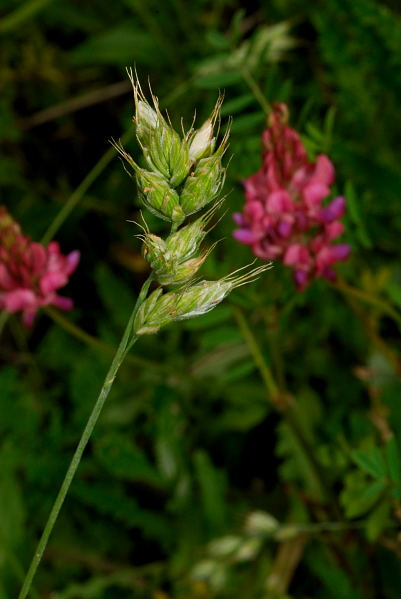
Bromus interruptus

J
- Bromus japonicus Thunb., 1784 - forasacco patente - Distribuzione: Europa, Anatolia, Transcaucasia, Asia mediterranea

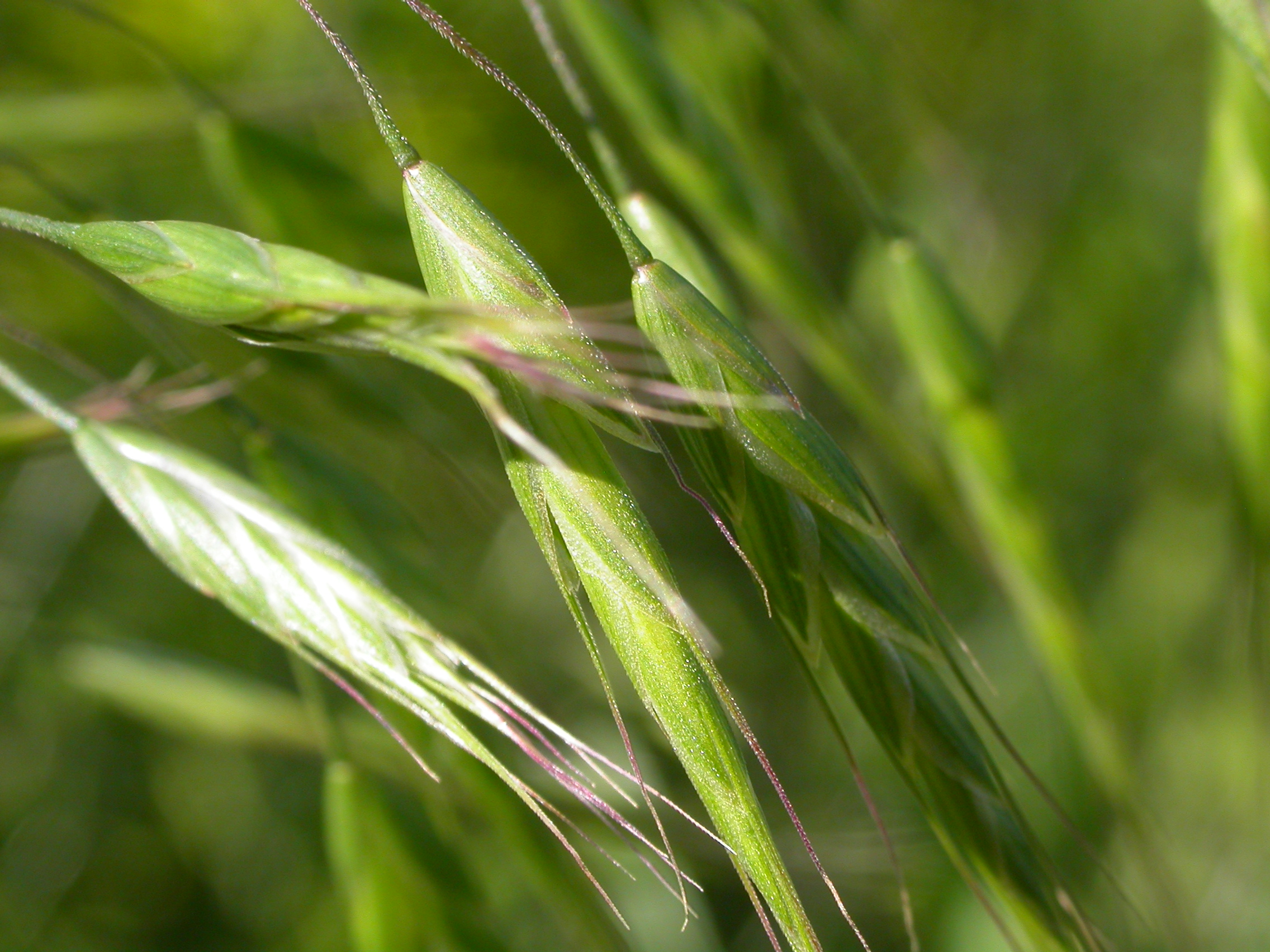
Bromus japonicus

K
- Bromus kalmii A.Gray, 1848
- Bromus kinabaluensis (Jansen) Veldkamp, 1991
- Bromus koeieanus Melderis, 1965
- Bromus kopetdaghensis Drobow, 1925
- Bromus korotkiji Drobow, 1914

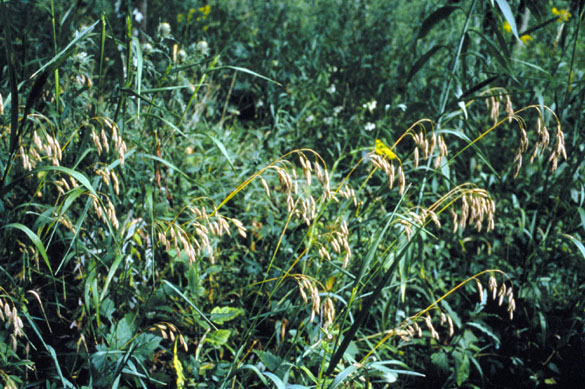
Bromus kalmii

L
- Bromus × laagei Cugnac & A.Camus, 1945
- Bromus laevipes Shear, 1900
- Bromus lanatipes (Shear) Rydb., 1906
- Bromus lanatus Kunth, 1816
- Bromus lanceolatus Roth, 1797 - forasacco lanceolato - Distribuzione: Europa mediterranea, Anatolia, Transcaucasia, Asia mediterranea e Magreb
- Bromus latiglumis (Shear) Hitchc., 1906
- Bromus laxiflorus Spreng. ex Steud., 1840
- Bromus lepidus Holmb., 1924 - forasacco grazioso - Distribuzione: Italia e Germania
- Bromus leptoclados Nees, 1841
- Bromus lithobius Trin., 1836
- Bromus × litvinovii Roshev. ex Nevski, 1934

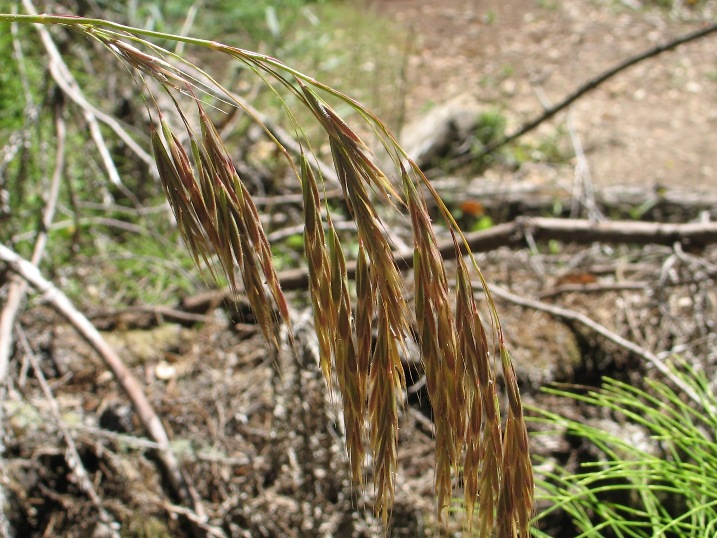
Bromus laevipes
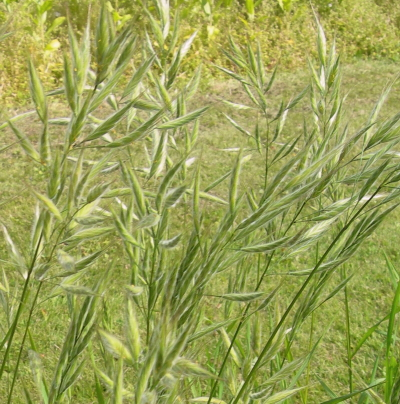
Bromus lanceolatus

M
- Bromus macrocladus Boiss., 1854 - Distribuzione: Anatolia
- Bromus madritensis L., 1755 - forasacco dei muri - Distribuzione: Europa mediterranea, Anatolia, Transcaucasia, Asia mediterranea e Africa mediterranea
- Bromus magnus Keng, 1941
- Bromus mango É.Desv., 1853
- Bromus marginatus Nees ex Steud., 1854
- Bromus maritimus (Piper) Hitchc., 1912
- Bromus maroccanus Pau & Font Quer, 1928
- Bromus meyeri Swallen, 1950
- Bromus modestus Renvoize, 1994
- Bromus moellendorffianus (Asch. & Graebn.) Hayek, 1901
- Bromus moesiacus Velen., 1891
- Bromus moeszii Pénzes, 1934
- Bromus morrisonensis Honda, 1928
- Bromus mucroglumis Wagnon, 1950

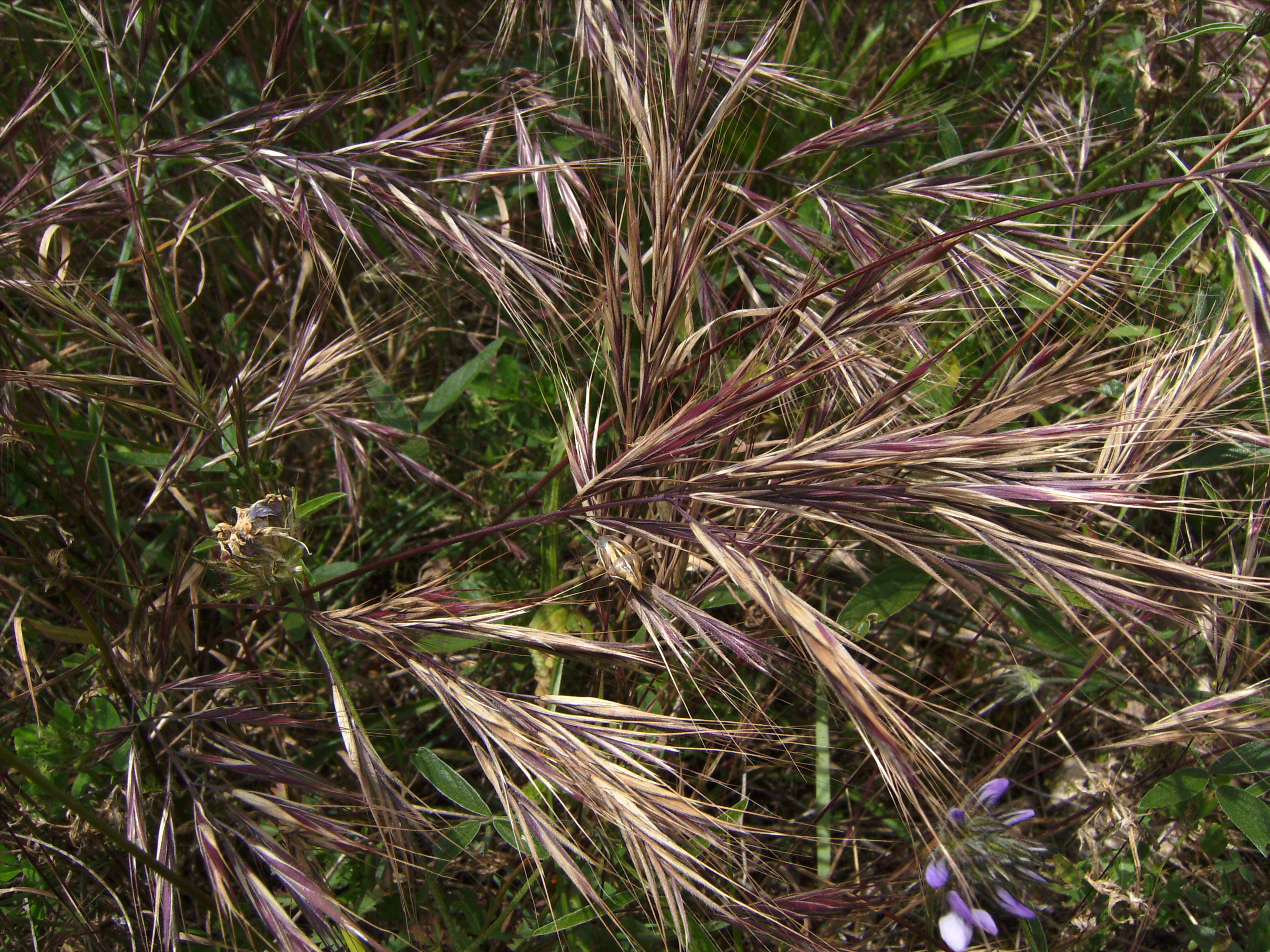
Bromus madritensis
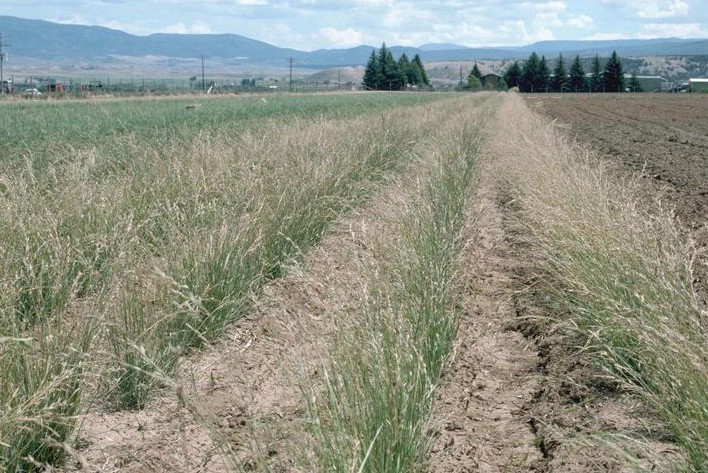
Bromus marginatus

N
- Bromus natalensis Stapf, 1900
- Bromus nepalensis Melderis, 1978
- Bromus nervosus C.Acedo & Llamas, 1997 - Distribuzione: Portogallo
- Bromus nottowayanus Fernald, 1941

O
- Bromus orcuttianus Vasey, 1885
- Bromus oxydon Schrenk, 1842 - Distribuzione: Russia

P
- Bromus pacificus Shear
- Bromus pannonicus Kumm. & Sendtn. - forasacco della Pannonia - Distribuzione: Alpi e Penisola Balcanica
- Bromus parodii Covas & Itria, 1968
- Bromus paulsenii Hack., 1903
- Bromus pectinatus Thunb., 1794 - Distribuzione: Algeria e Egitto
- Bromus pellitus Hack., 1900
- Bromus pindicus Hausskn., 1897
- Bromus plurinodis Keng, 1976
- Bromus polyanthus Scribn. ex Shear, 1900
- Bromus popovii Drobow, 1925
- Bromus porphyranthos Cope, 1982
- Bromus porteri (Coult.) Nash, 1895
- Bromus psammophilus P.M.Sm., 1985 - Distribuzione: Anatolia
- Bromus pseudobrachystachys H.Scholz, 1972 - Distribuzione: Anatolia e Asia mediterranea
- Bromus pseudodanthoniae Drobow, 1923
- Bromus pseudolaevipes Wagnon, 1950
- Bromus pseudoramosus Keng f. ex L.Liu, 2002
- Bromus pseudosecalinus P.M. Sm., 1968
- Bromus × pseudothominii P.M.Sm., 1968
- Bromus pubescens  Muhl. ex Willd., 1809
- Bromus pumpellianus Scribn., 1888

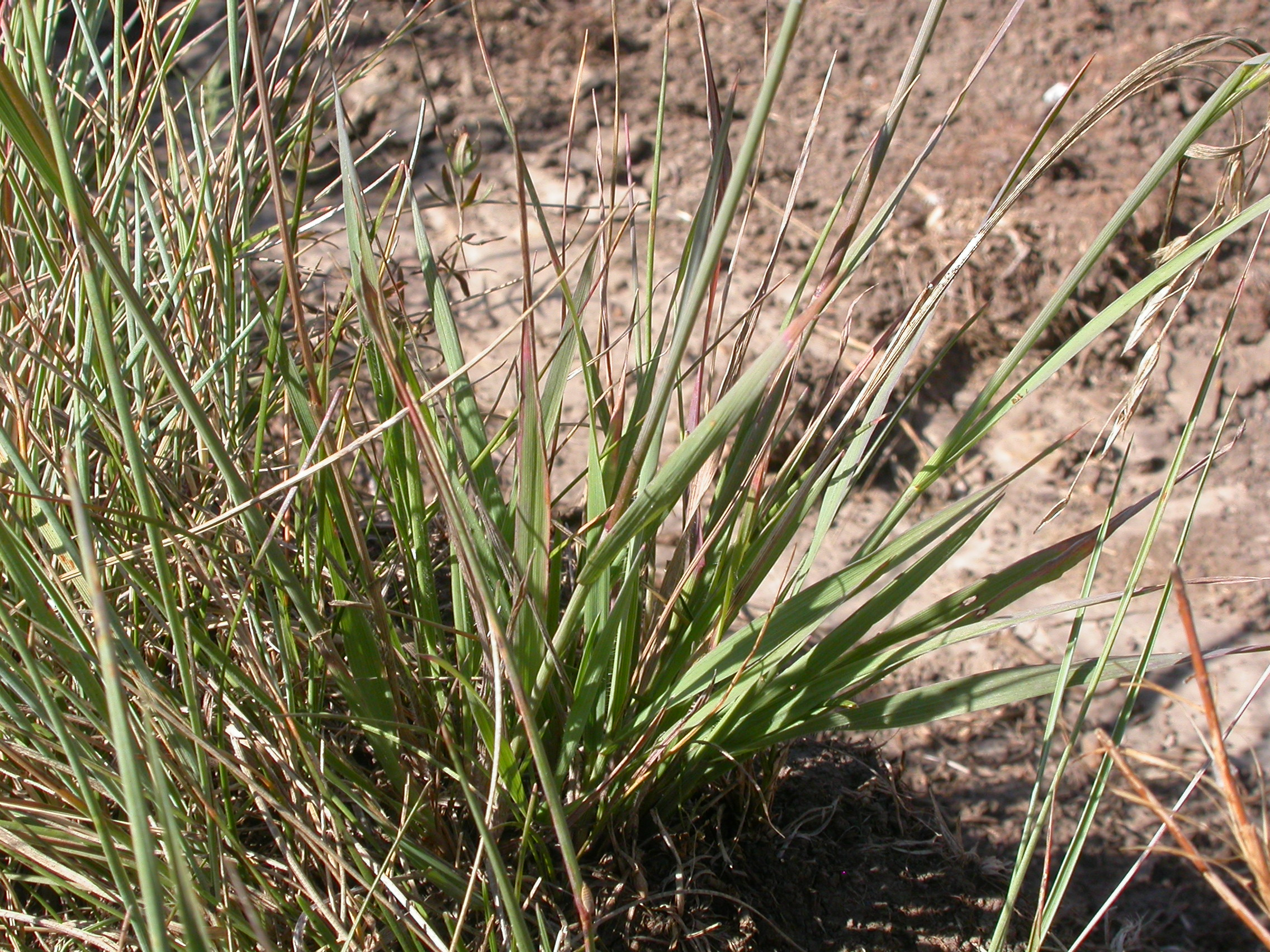
Bromus porteri
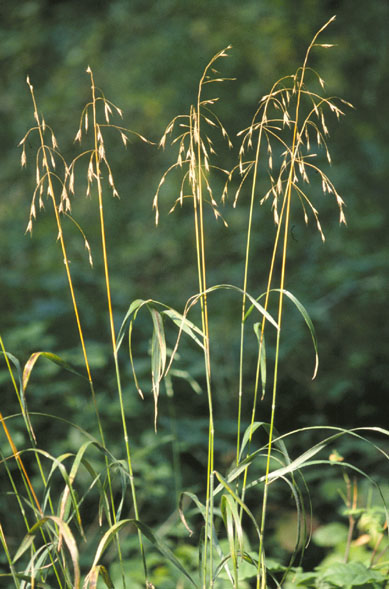
Bromus pubescens
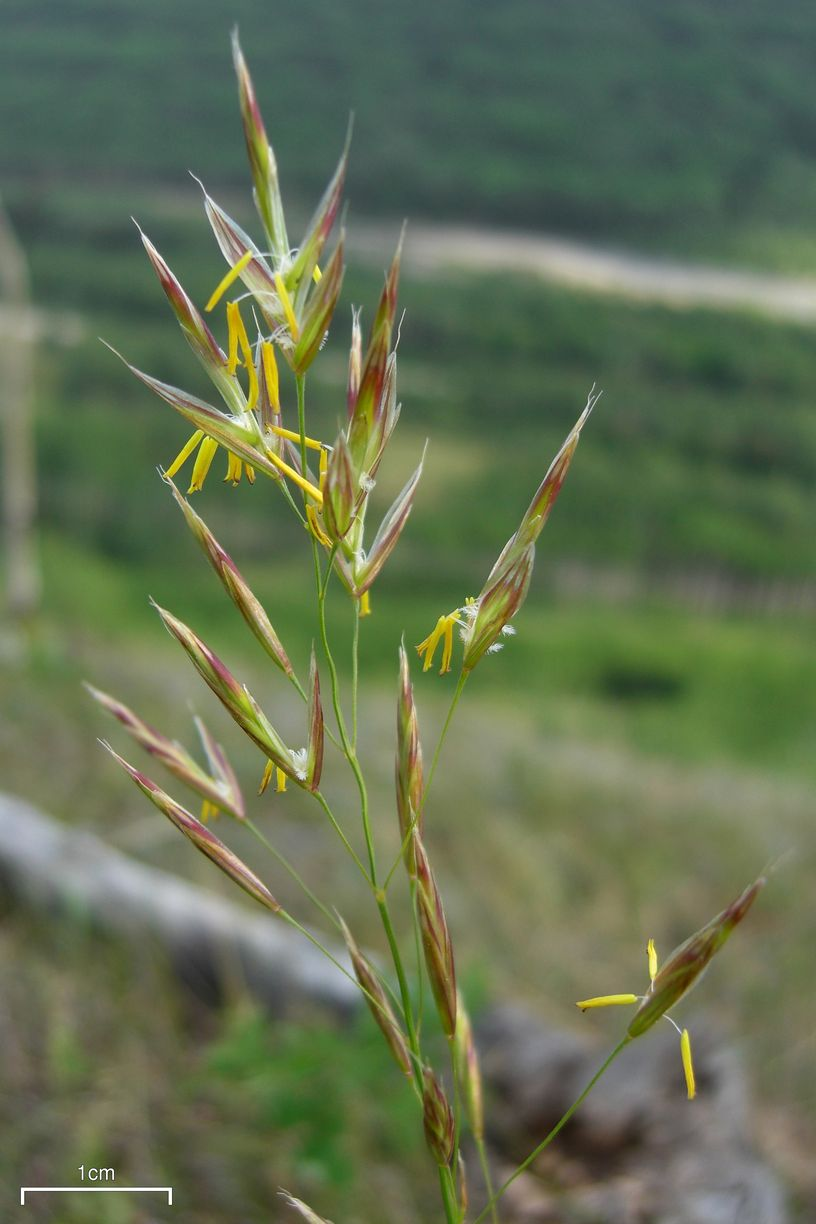
Bromus pumpellianus

R
- Bromus racemosus L., 1762 - forasacco palustre - Distribuzione: Europa, Anatolia, Transcaucasia e Magreb
- Bromus ramosus Hudson, 1762 - forasacco maggiore - Distribuzione: Europa, Anatolia, Transcaucasia e Magreb
- Bromus remotiflorus (Steud.) Ohwi, 1935
- Bromus richardsonii Link, 1833
- Bromus rigidus Roth, 1790 - forasacco massimo - Distribuzione: Europa mediterranea, Anatolia, Transcaucasia, Siria e Africa mediterranea
- Bromus riparius Rehmann, 1872
- Bromus × robustus H.Scholz, 2008
- Bromus × rosettiae A.Camus, 1931
- Bromus rubens L., 1755 - forasacco purpureo - Distribuzione: Europa mediterranea, Anatolia, Transcaucasia, Asia mediterranea e Africa mediterranea

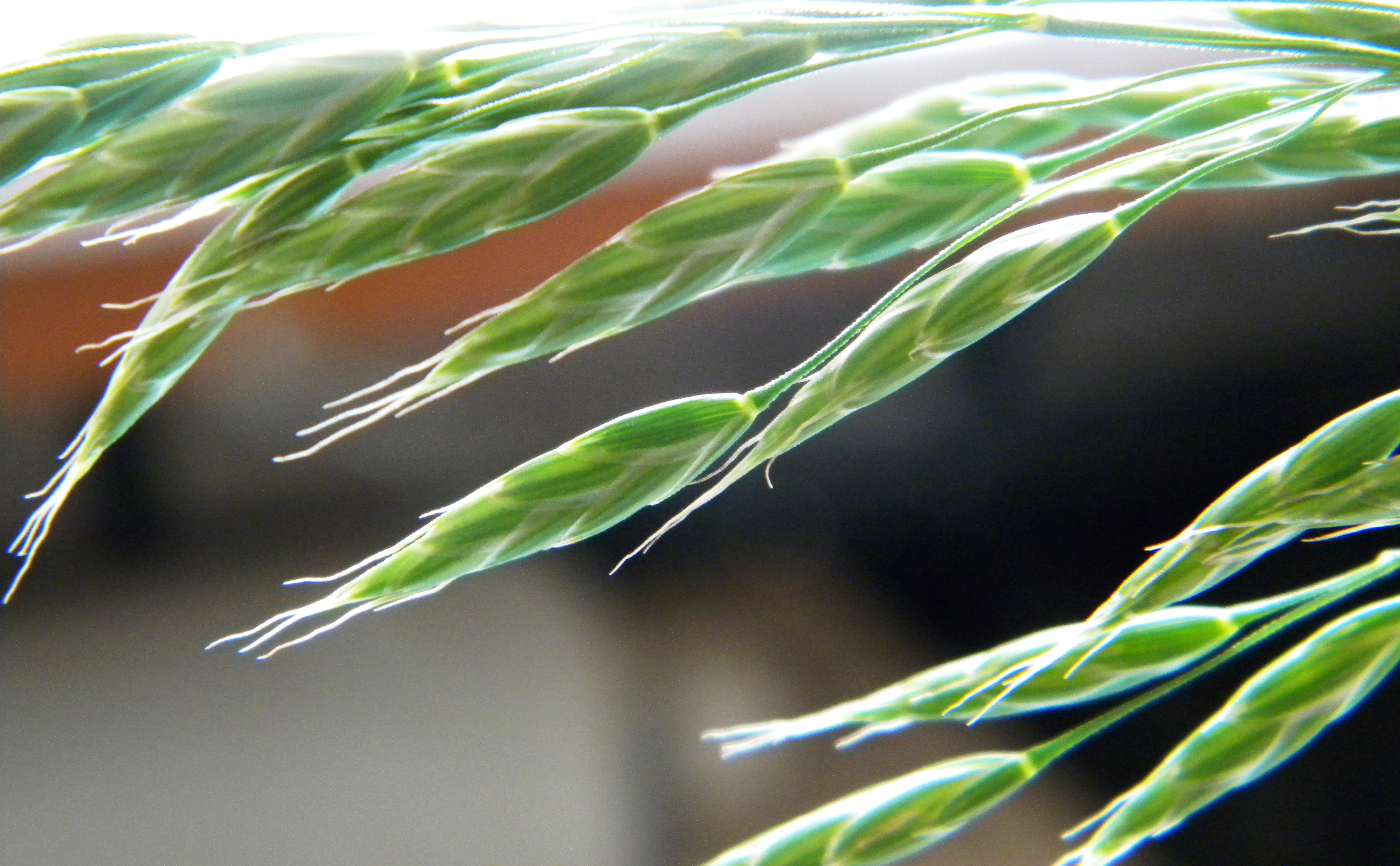
Bromus racemosus
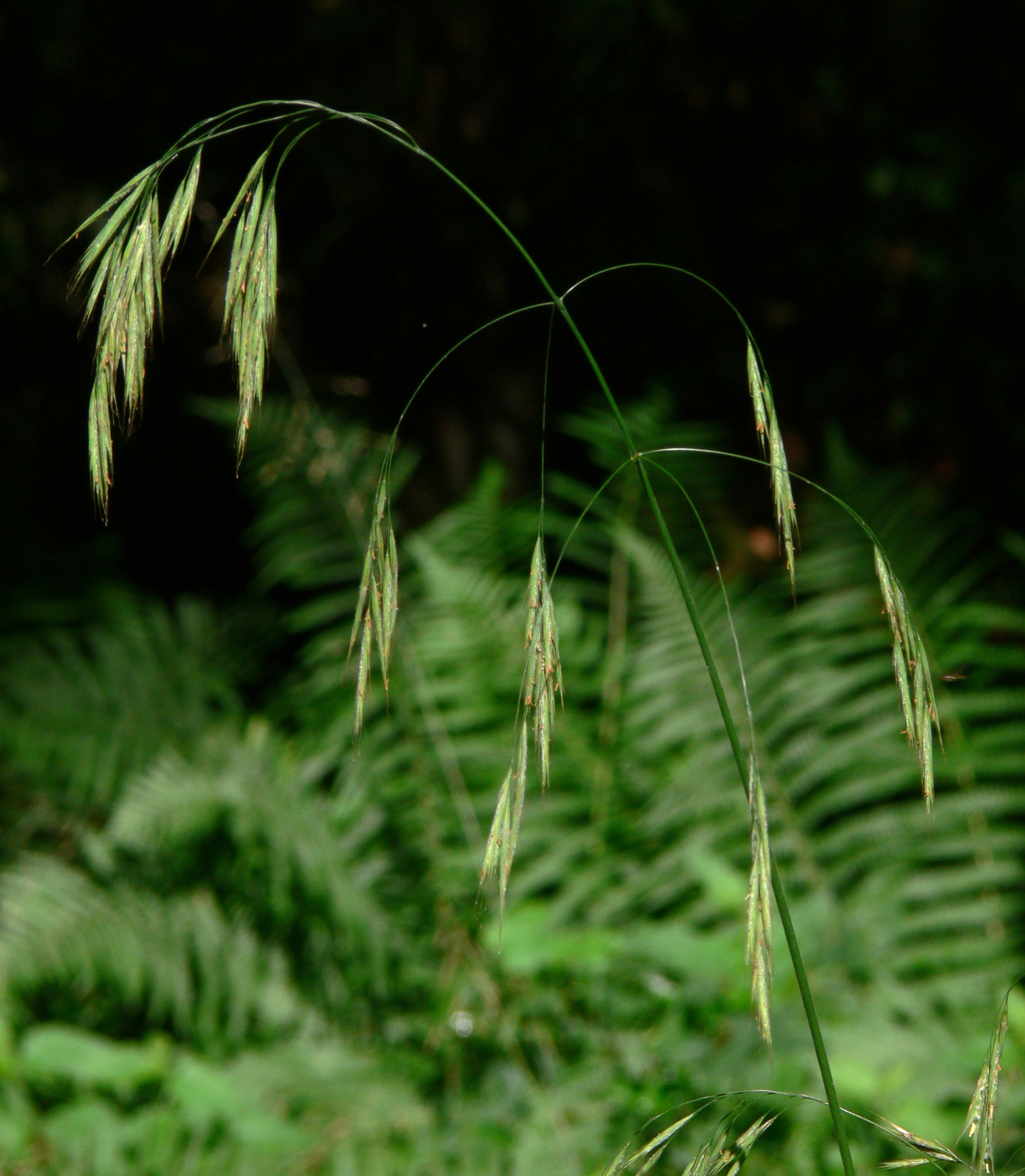
Bromus ramosus
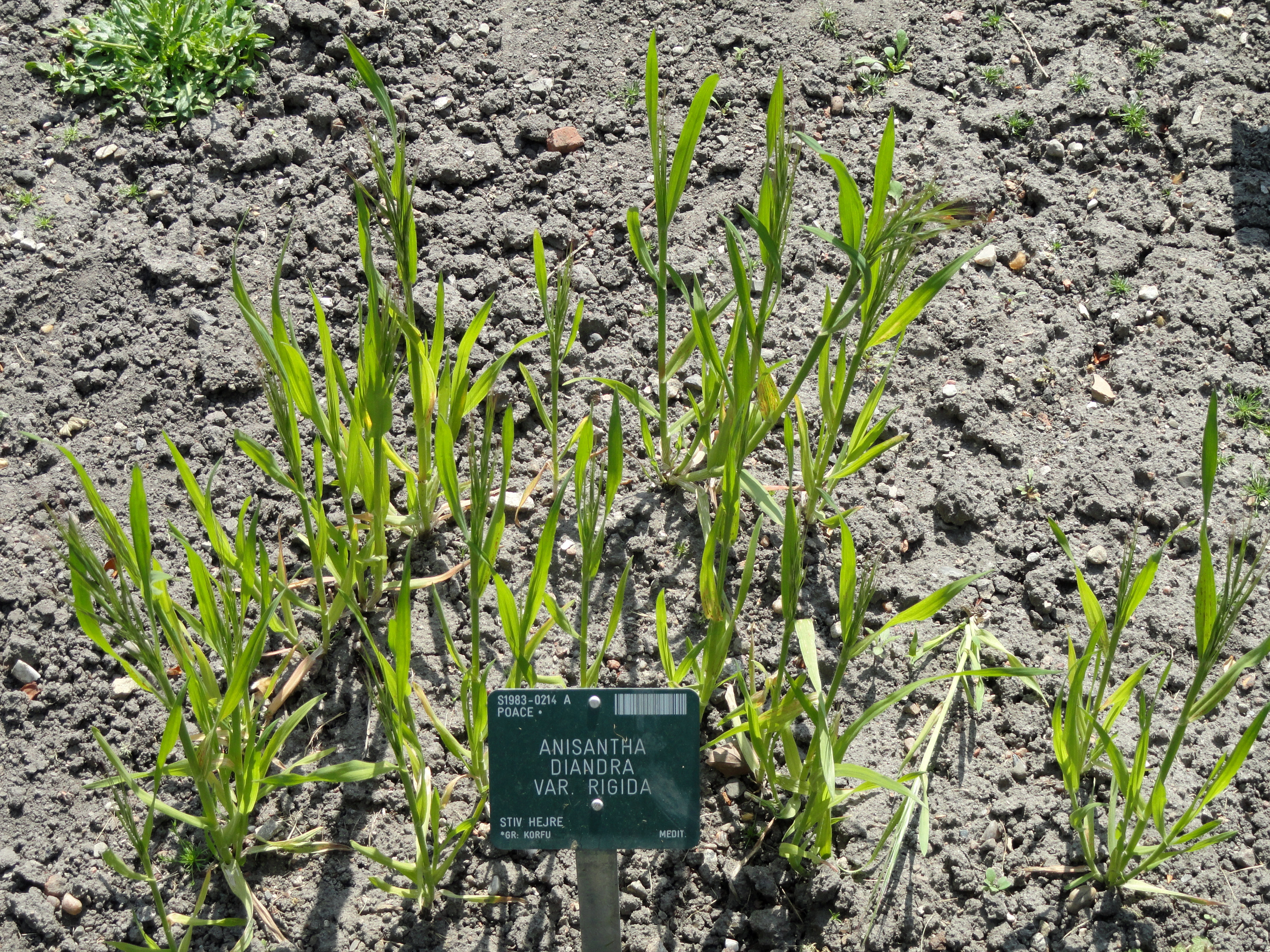
Bromus rigidus
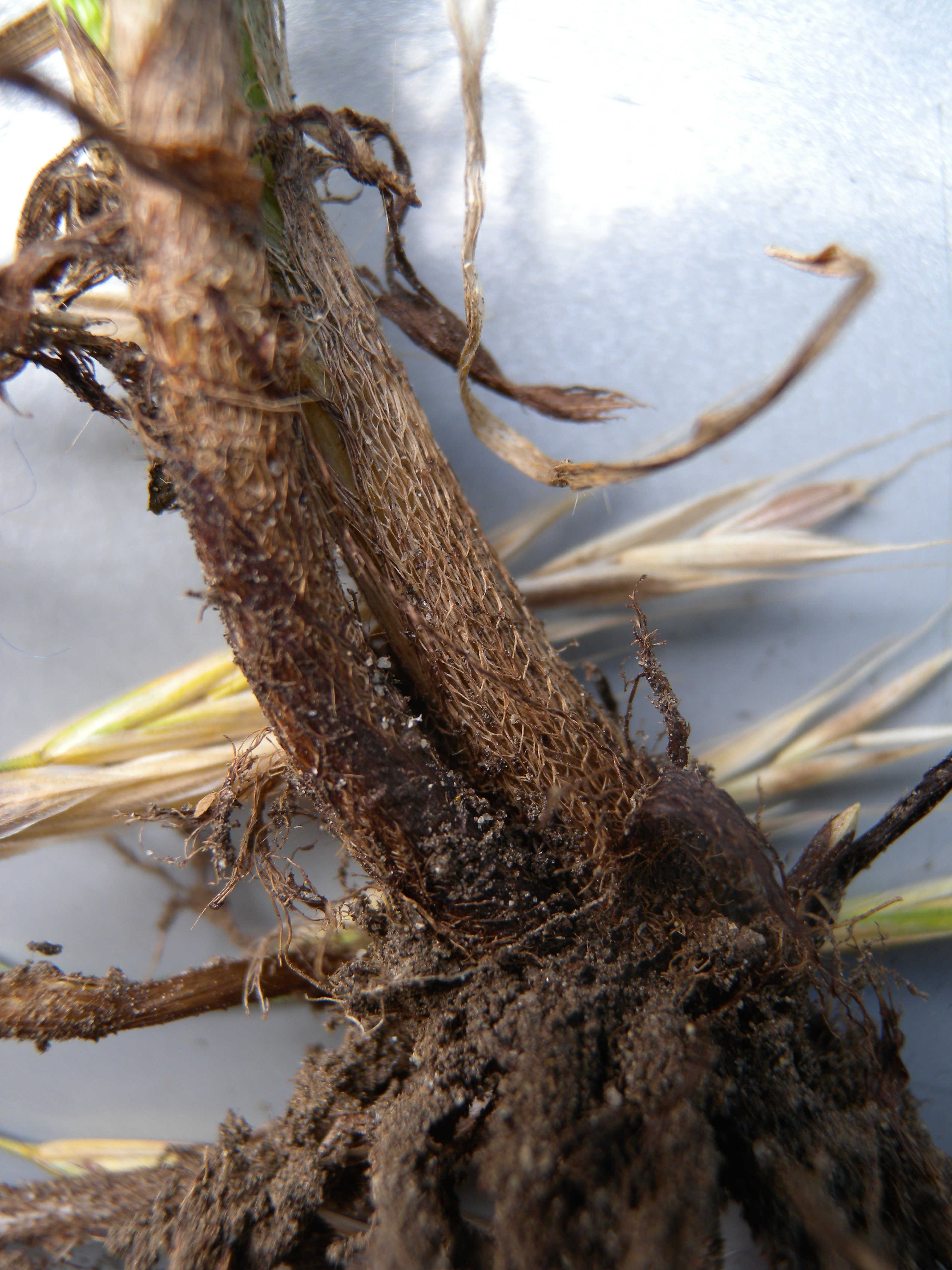
Bromus riparius
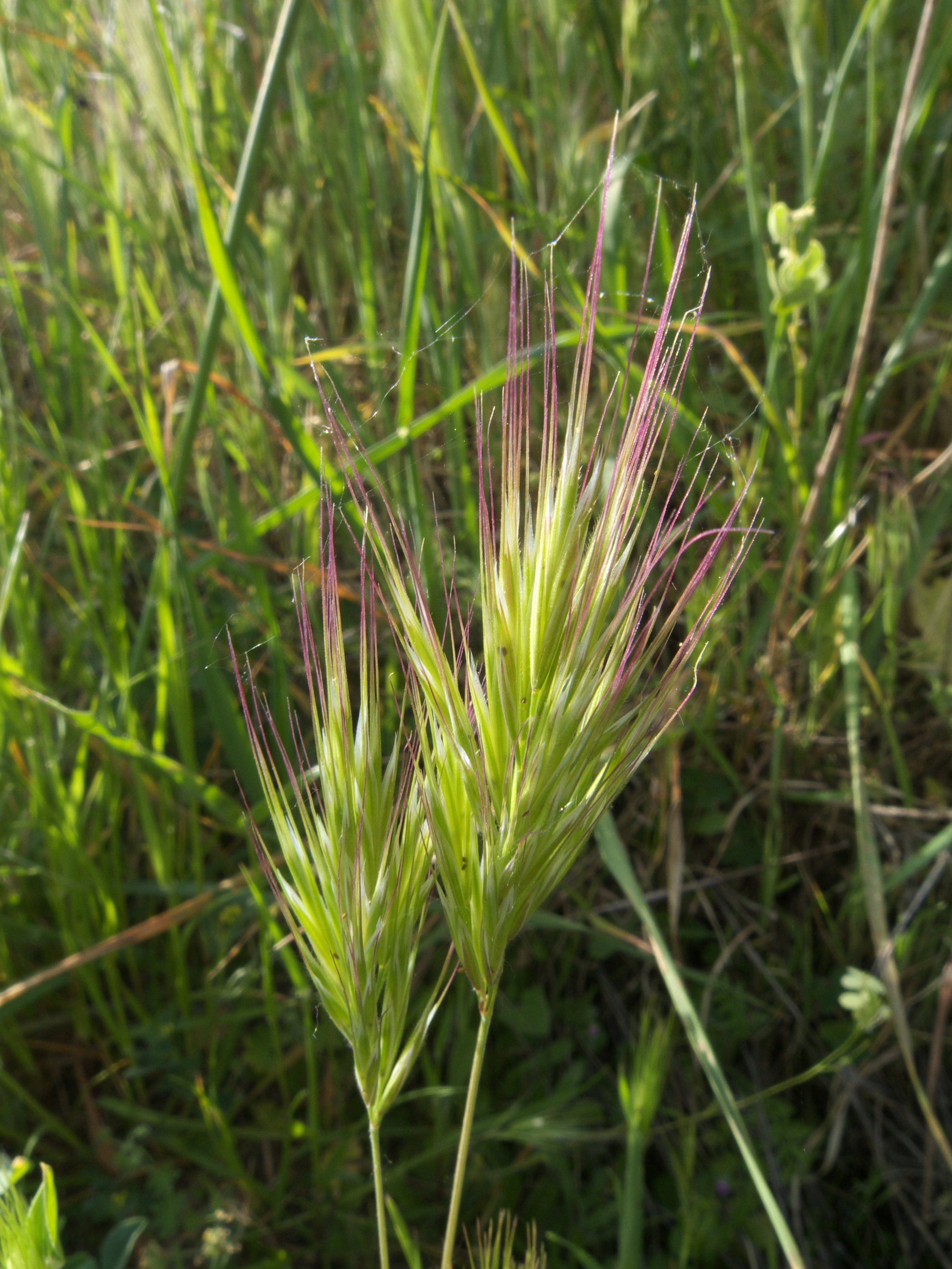
Bromus rubens

S
- Bromus sclerophyllus Boiss., 1854
- Bromus scoparius L., 1755 - forasacco scopa - Distribuzione: Europa mediterranea, Anatolia, Transcaucasia, Asia mediterranea e Magreb
- Bromus scopulorum Chase, 1943
- Bromus secalinus L., 1753 - forasacco delle messi - Distribuzione: Europa, Anatolia, Transcaucasia e Magreb
- Bromus segetum Kunth, 1816
- Bromus × segoviensis A.Camus, 1933
- Bromus setifolius J.Presl, 1830
- Bromus sewerzowii Regel, 1880
- Bromus sinensis Keng f., 1982
- Bromus sipyleus Boiss., 1854
- Bromus sitchensis Trin., 1832
- Bromus speciosus Nees, 1841
- Bromus squarrosus L., 1753 - forasacco pendolino - Distribuzione: Europa, Anatolia, Transcaucasia, Asia mediterranea e Magreb
- Bromus staintonii Melderis, 1978
- Bromus stenostachyus Boiss., 1884
- Bromus sterilis L., 1753 - forasacco rosso - Distribuzione: Europa, Anatolia, Transcaucasia, Asia mediterranea e Magreb
- Bromus striatus Hitchc., 1927
- Bromus suksdorfii Vasey, 1885
- Bromus sundaicus Ohwi, 1947
- Bromus syriacus Boiss. & Blanche, 1859

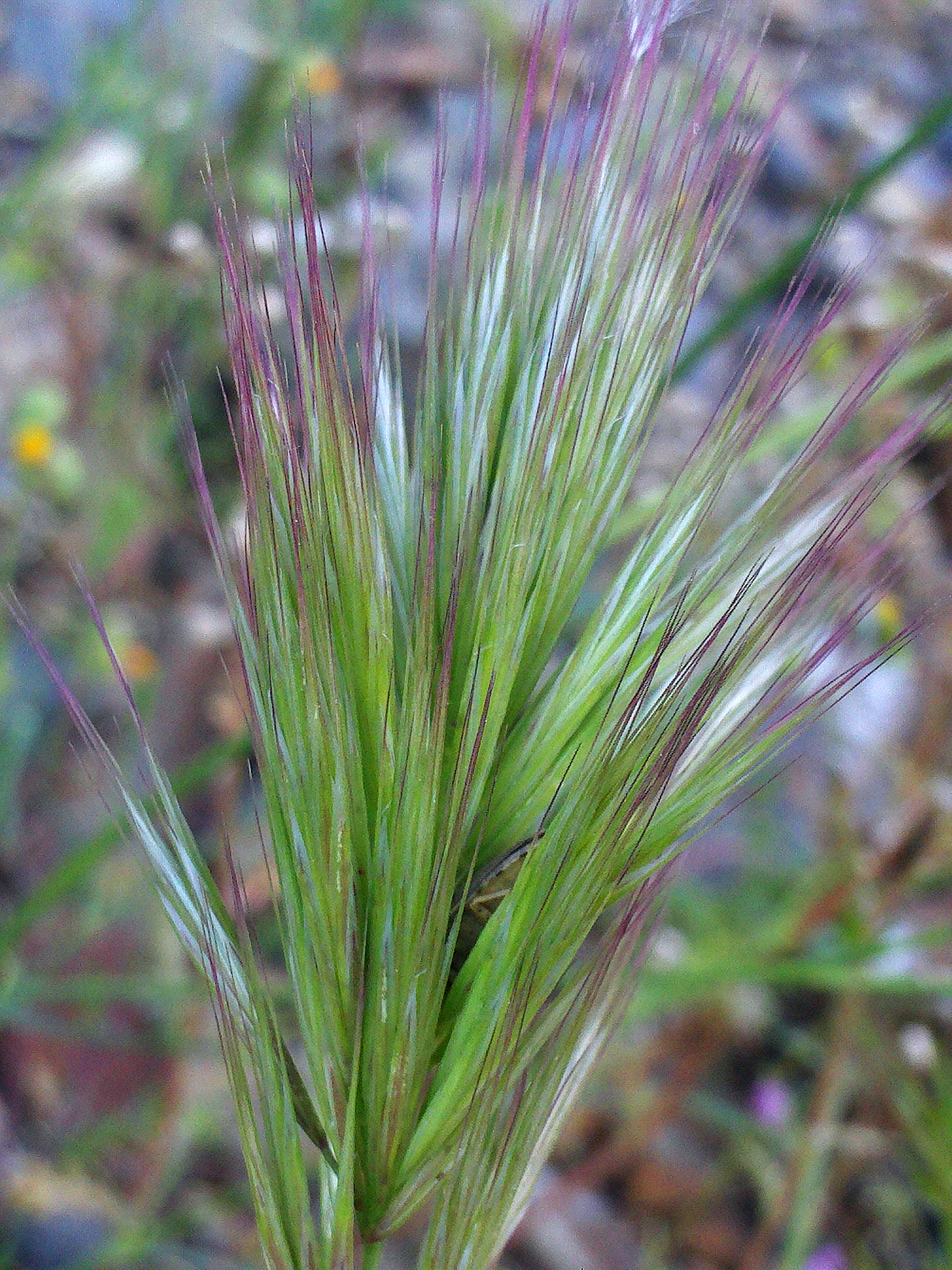
Bromus scoparius
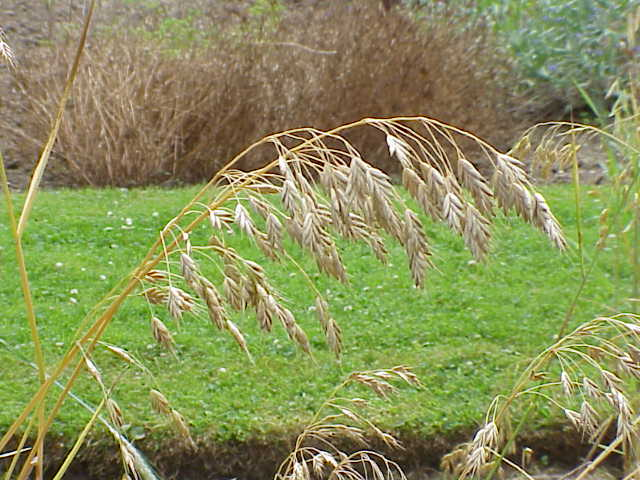
Bromus secalinus
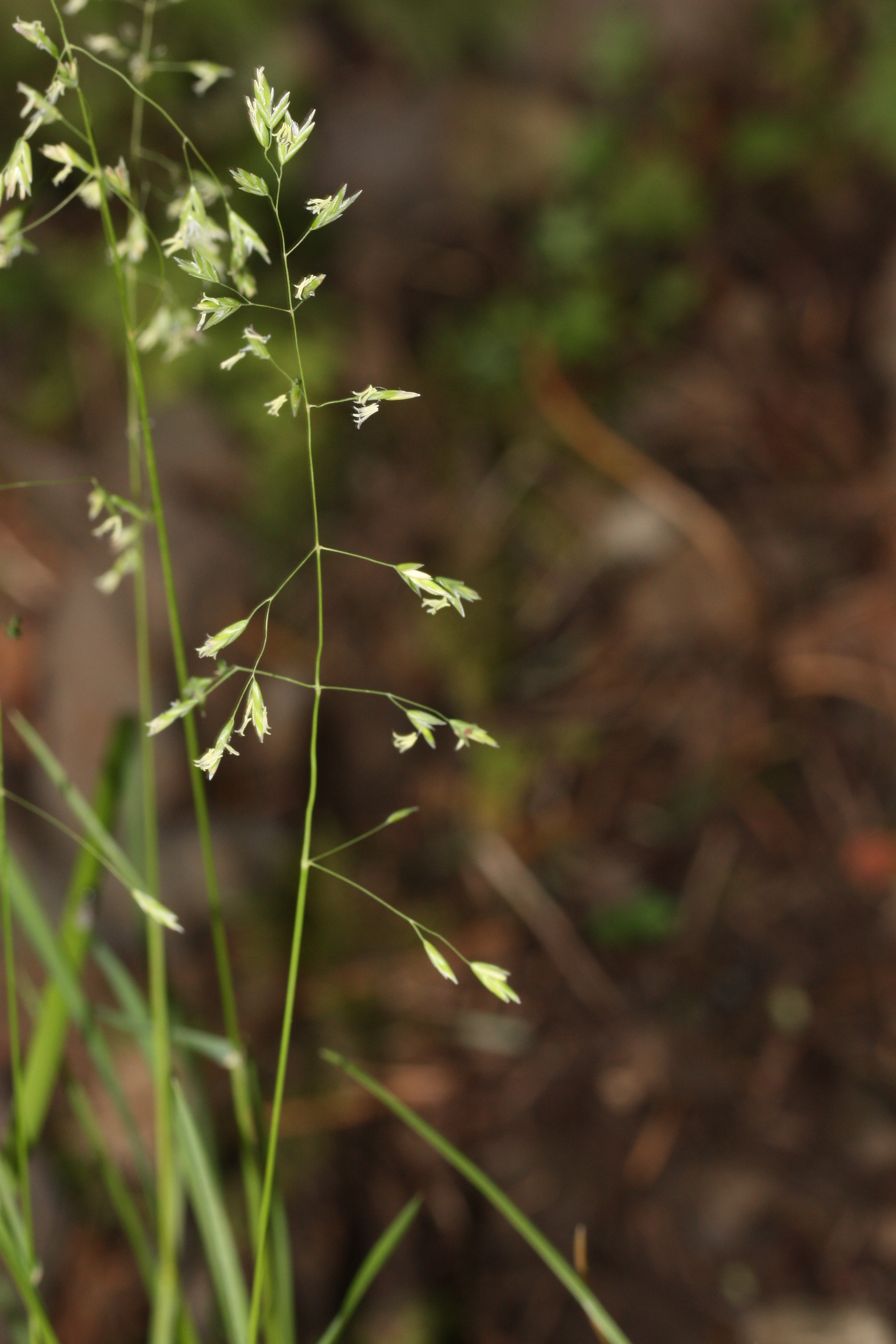
Bromus sitchensis
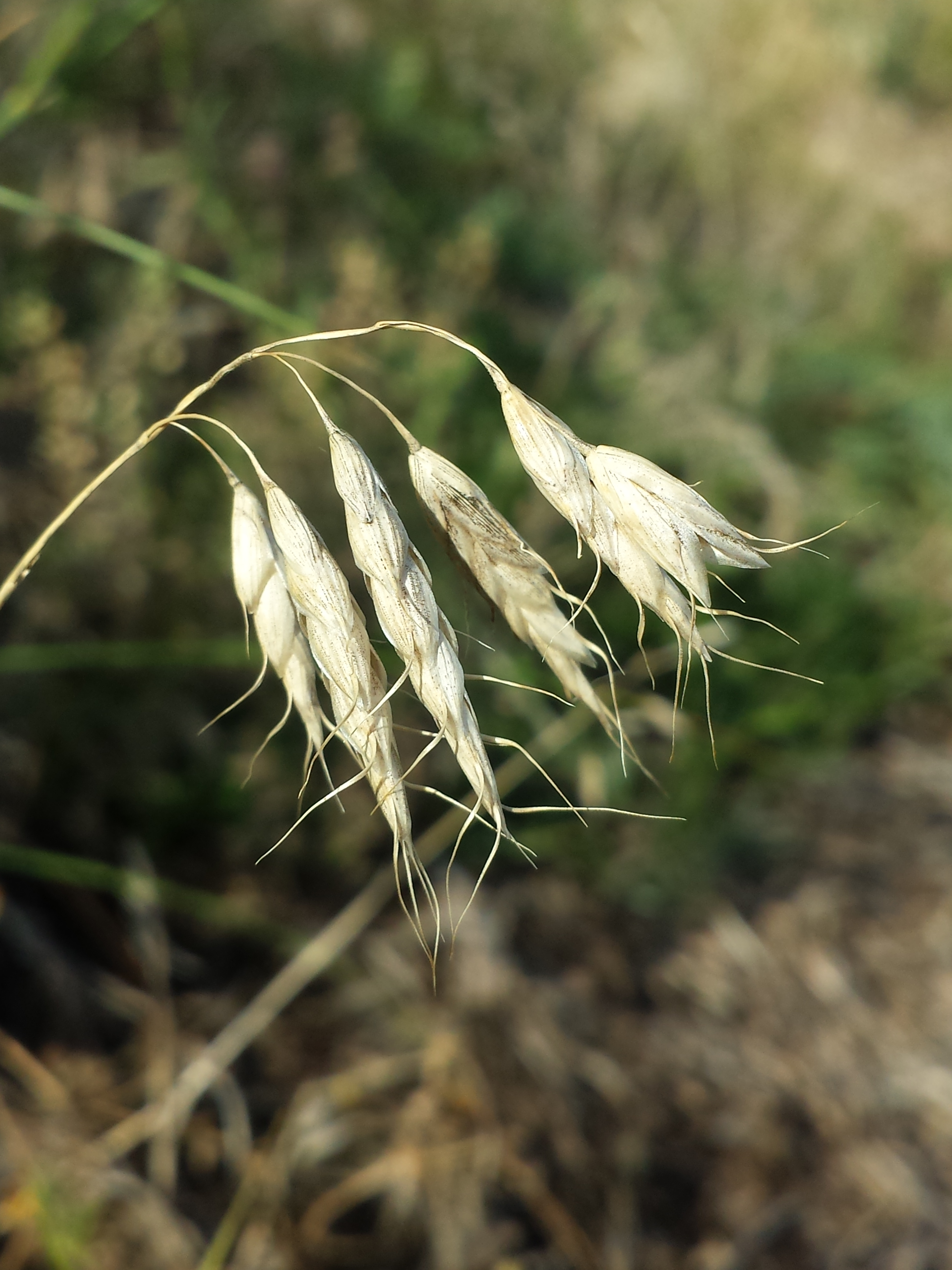
Bromus squarrosus
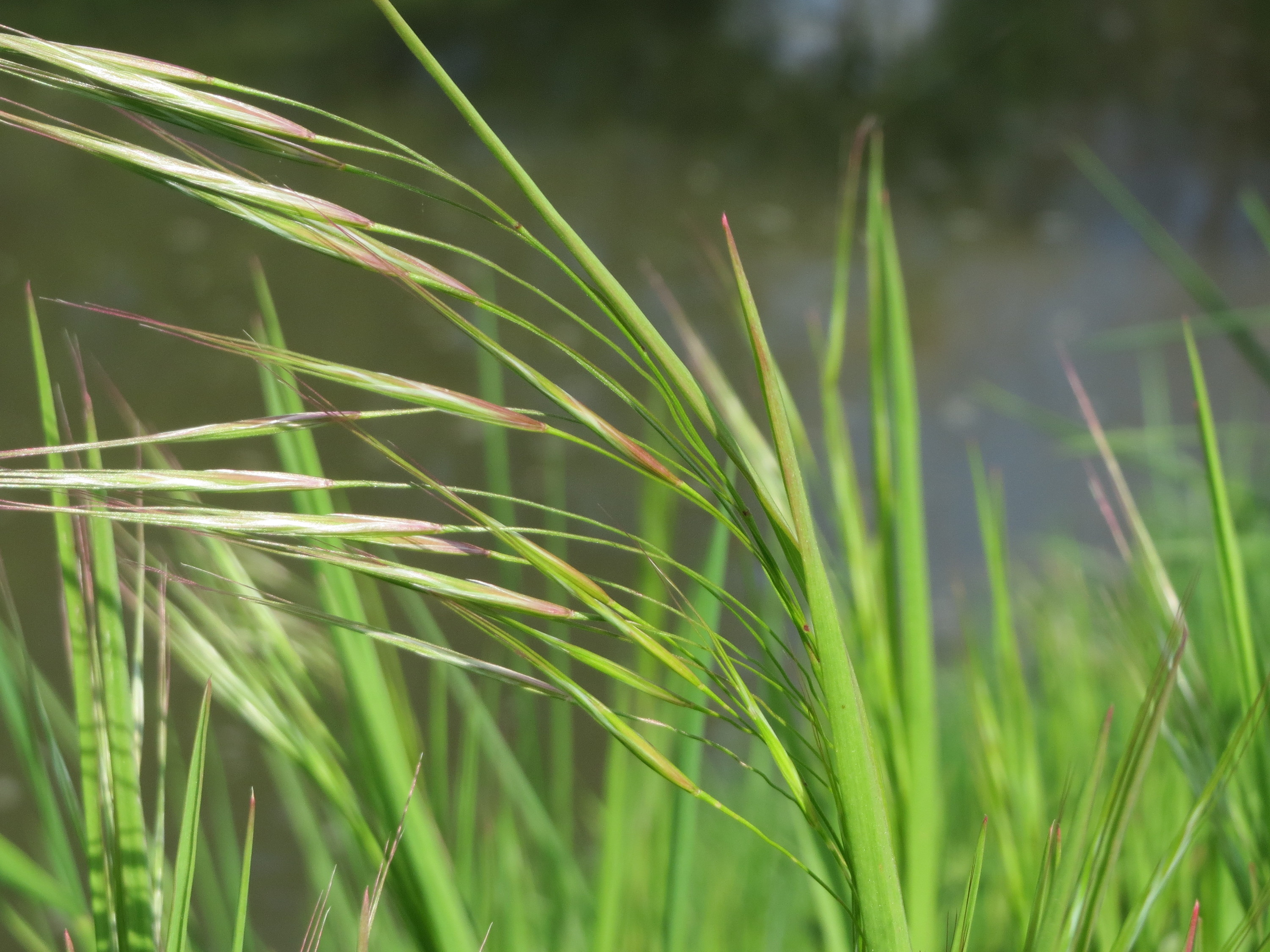
Bromus sterilis

T
- Bromus tacna Steud., 1856
- Bromus tectorum L., 1753 - forasacco dei tetti - Distribuzione: Europa, Anatolia, Transcaucasia, Asia mediterranea e Magreb
- Bromus texensis (Shear) Hitchc., 1913
- Bromus thysanoglottis Soderstr. & Beaman, 1968
- Bromus timorensis Veldkamp, 1991
- Bromus tomentellus Boiss., 1846
- Bromus tomentosus Trin, 1813
- Bromus tunicatus Phil., 1864
- Bromus turcomanicus H.Scholz, 1998
- Bromus tytthanthus Nevski, 1934
- Bromus tyttholepis (Nevski) Nevski, 1934

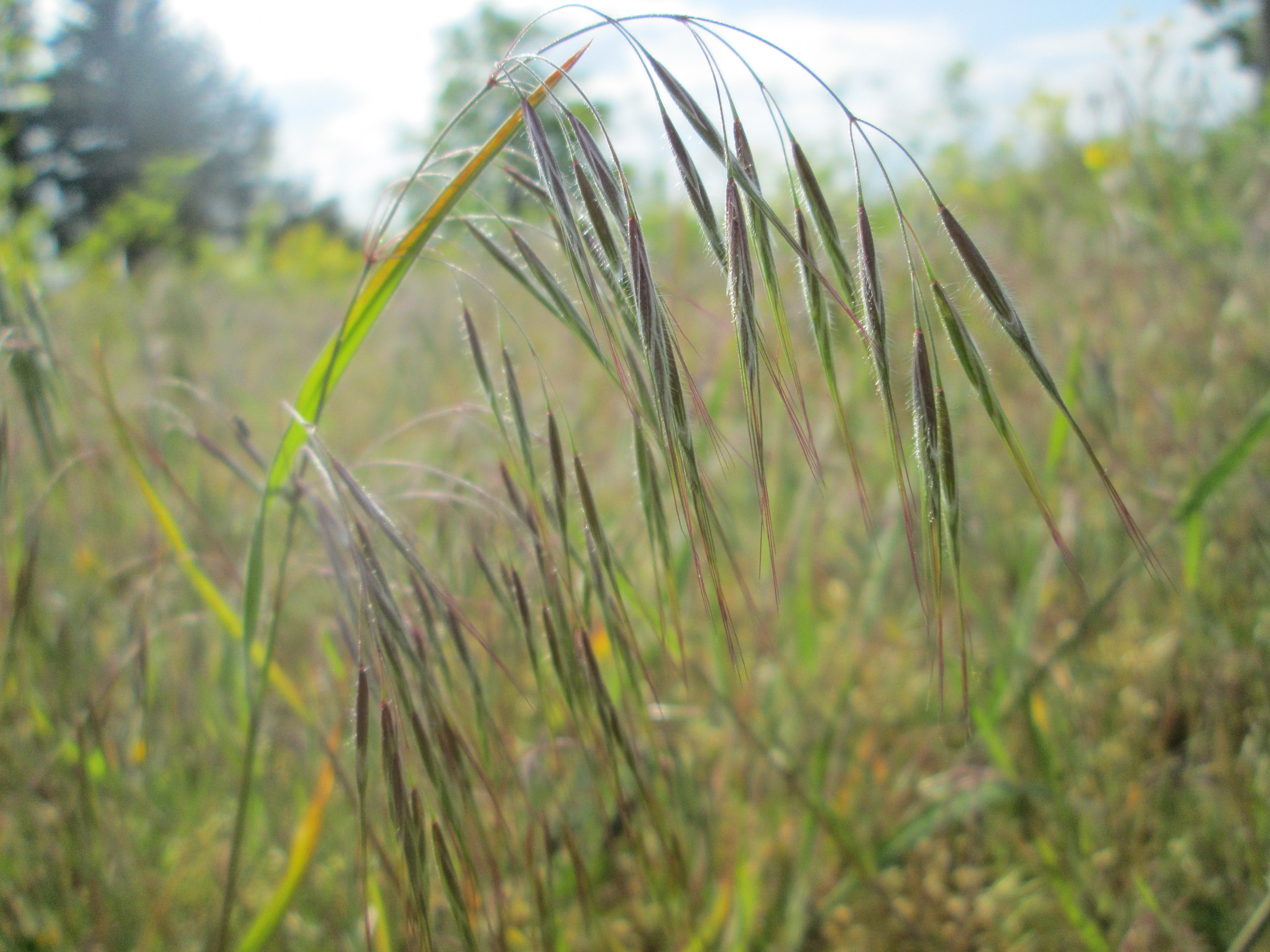
Bromus tectorum

V
- Bromus variegatus M.Bieb., 1819
- Bromus villosissimus Hitchc., 1923
- Bromus vulgaris (Hook.) Shear, 1900

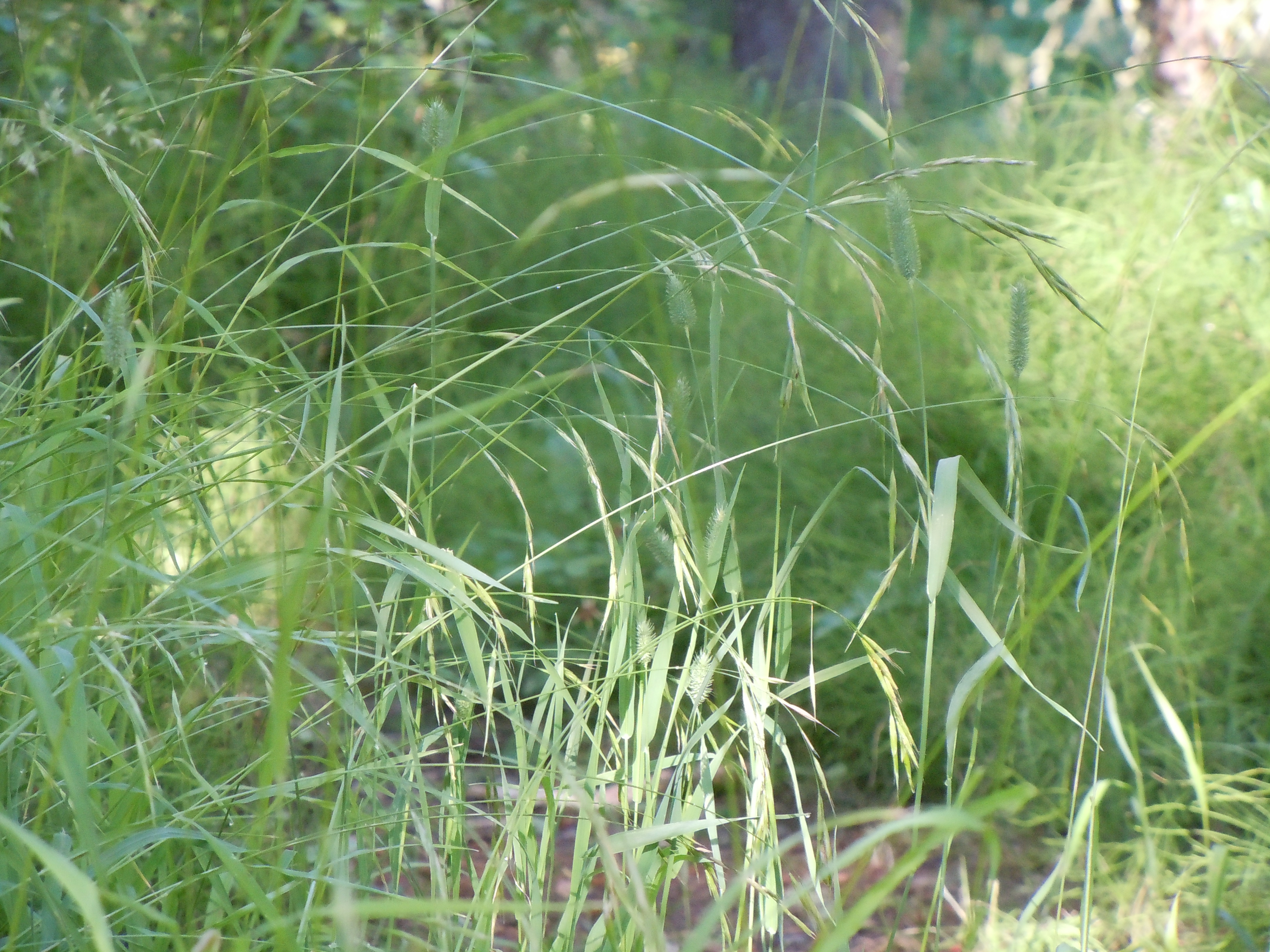
Bromus vulgaris